# Lobkowitz (Adelsgeschlecht)

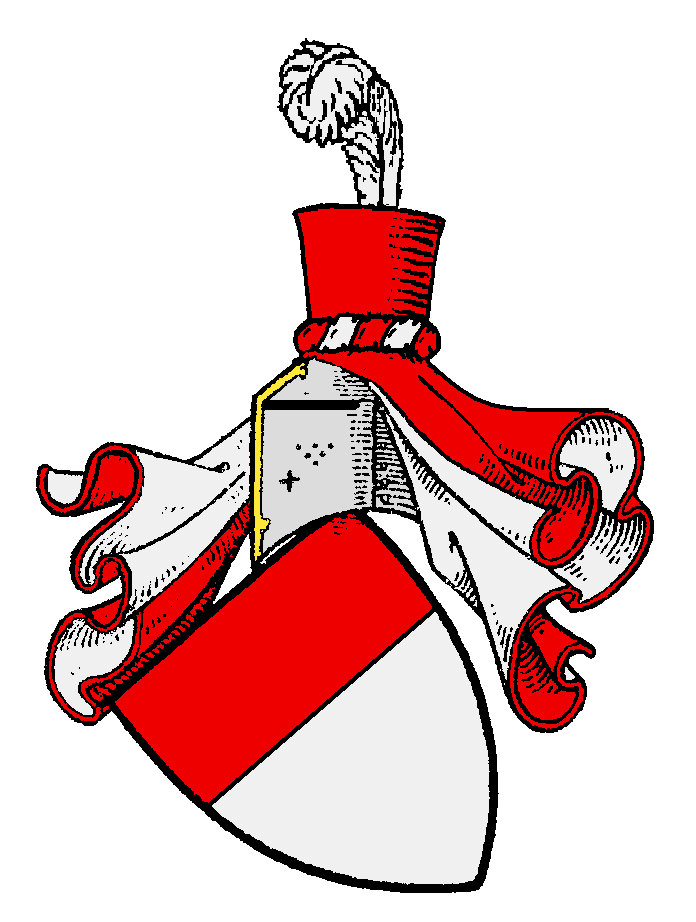
Stammwappen der Familie Popel von Lobkowitz

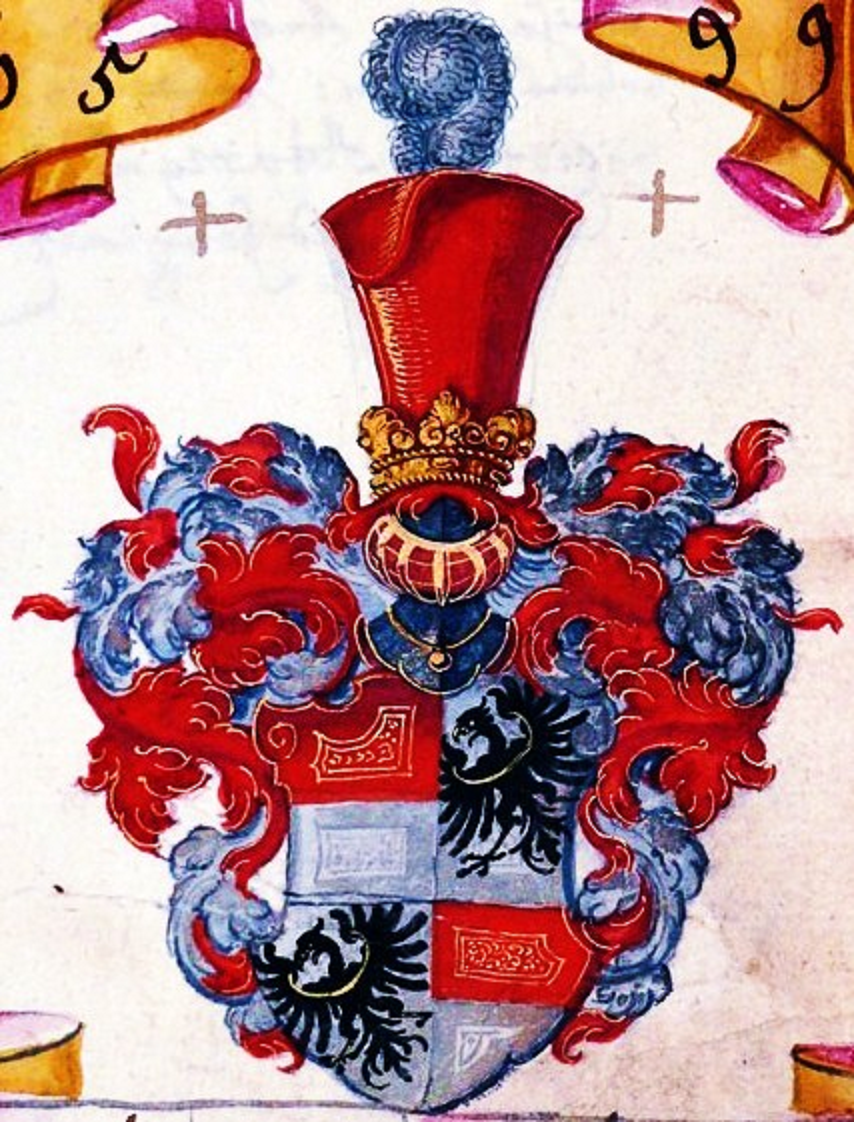
Wappen derer von Lobkowitz seit 1479

Die Familie Lobkowitz (tschechische Schreibung Lobkowicz oder Lobkovic) gehört zu den ältesten böhmischen Adelsgeschlechtern. Der heutige noch in Tschechien und sonstigen europäischen Ländern durch zahlreiche Personen vertretene Zweig des altböhmischen Geschlechts hatte ursprünglich den Familiennamen Popel (deutsch: Asche). Sie waren Ritter und Grundherren, dienten der Dynastie der Přemysliden und dem Haus Luxemburg. Das Adelsprädikat von Lobkowitz (tschechisch z Lobkovic) nahmen sie an, als Nicolaus de Újezd 1408 die Herrschaft Lobkowitz (Lobkovice) mit der gleichnamigen Burg kaufte.
Mit der Person von Zdeněk Vojtěch Popel von Lobkowitz wurde seine Linie der Popel von Lobkowitz 1623 von Kaiser Ferdinand II. in den Reichsfürstenstand erhoben. Sie nannten sich fortan nur Fürsten von Lobkowitz.

## Geschichte
Im 15. Jahrhundert teilte sich das Geschlecht in zwei Linien: Lobkowitz-Hassenstein (Hasištejnský z Lobkovic) und die Linie Popel-Lobkowitz (Popel z Lobkovic). In der westeuropäischen Literatur ist auch die alttschechische Schreibweise Lobkowicz des Geschlechternamens üblich.

### Einzelne Familienmitglieder
Das älteste schriftlich erwähnte Familienmitglied war der Ritter Mareš z Újezda (Maresch von Aujest). Er stammte aus dem Dorf Újezd u Jestřebí (deutsch Aujest bei Habstein) unweit von Böhmisch-Leipa und lebte zu Zeiten des Kaisers und böhmischen Königs Karls IV.

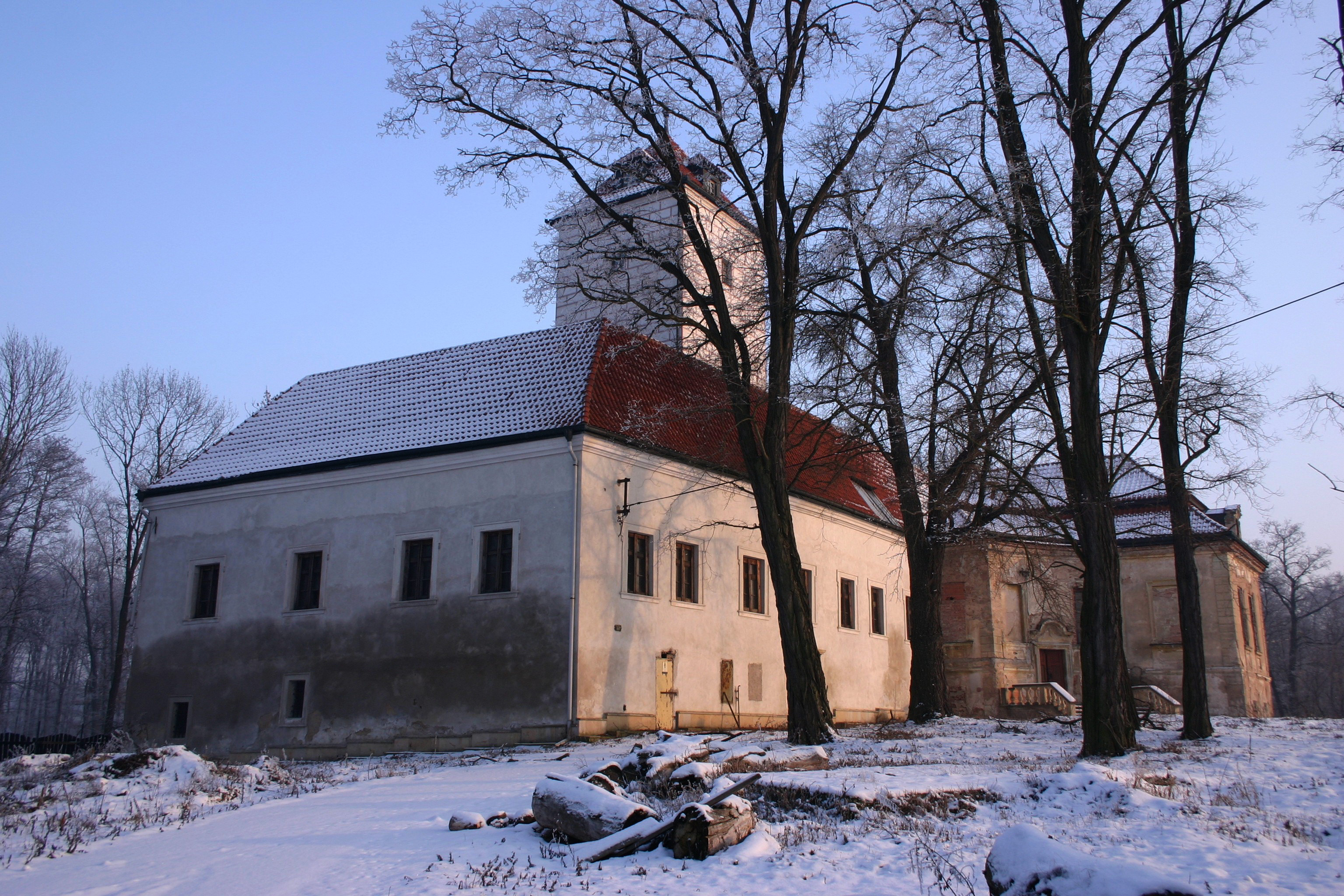
Schloss Lobkovice

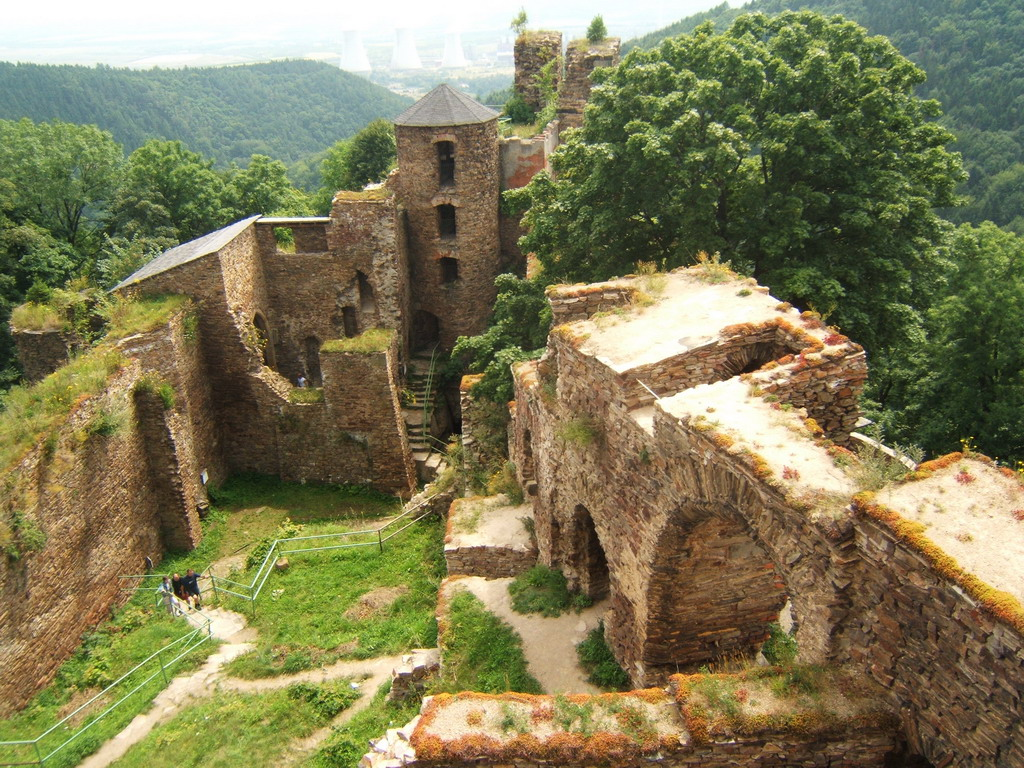
Burg Hassenstein (Hasištejn)

Sein Sohn Nikolaus I. von Lobkowitz, Nikolaus (der Arme) (Mikuláš Chudý Hasištejnský z Lobkovic oder Mikuláš I. „Chudý“ z Újezda a z Lobkowic, Nikolaus „der Arme“ von Aujest und Lobkowitz), verheiratet mit Anna z Nechvalic († vor 1411) und Žofka (* 1412), war im Gegensatz zu seinem Beinamen einer der reichsten und einflussreichsten Männer Böhmens. Er wurde 1401 Schreiber in Kuttenberg und erhielt für seine Verdienste von König Wenzel IV. mehrere Güter, unter anderen Lobkovice nad Labem (Lobkowicz), die die Grundlage für das weitere Wachstum waren. 1417 wurde er zum obersten Landschreiber Böhmens ernannt, 1418 erhielt er von König Wenzel auch die Herrschaft Hassenstein (Hasištejn) zunächst als Pfand, seit 1419 als erbliches Kronlehen, da der König erst durch seine Unterstützung die Belagerung der dortigen Burg zum Erfolg bringen konnte.
Unter Kaiser Sigismund von Luxemburg, bei dem er gleichfalls in hoher Gunst stand, erwarb Mikuláš Hasištejnský z Lobkovic die königlichen Burgen Pfraumberg (Přimda) und Brüx (Most) sowie in Mähren das Schloss Fürchtenberg und die Stadt Mährisch Schönberg (Šumperk). Diesen Besitz trat er aber 1421 im Austausch gegen die Kronherrschaft Frauenberg (Schloss Hluboká nad Vltavou) wieder an den böhmischen König Sigismund ab. Weiterhin wurde er mit der Burg Leitmeritz, der Burg Platten, Teilen der Herrschaft Klingenberg und der Stadt Komotau (Chomutov) belehnt.
Seine beiden Söhne begründeten zwei Linien der Familie. Beide Brüder, Nikolaus und Johann von Lobkowicz, wurden 1459 durch Kaiser Friedrich III. in den Reichsfreiherrenstand erhoben. Erst 1479 wurde das Geschlecht in den böhmischen Herrenstand (panský stav) erhoben. In diesem Stand wurden im Königreich Böhmen formell keine weiteren Unterscheidungen des Ranges getroffen.
Der ältere Nikolaus II. erhielt als Erbe die Burg Hassenstein (Hasištejn) und nannte sich fortan Nikolaus Lobkowitz von Hassenstein (Mikuláš II. Hasištejnský z Lobkovic). Der jüngere Bruder Johann erhielt den Familiennamen Popel von Lobkowitz (Jan I. Popel z Lobkovic). Burg Frauenberg (Hluboká nad Vltavou) bei Budweis (České Budějovice). Beide Familienzweige gehörten zunächst der utraquistischen Partei des böhmischen Adels an. Die Popel von Lobkowitz traten Ende des 16. Jahrhunderts aber zum Katholizismus über.

### Linie Lobkowitz von Hassenstein
- Nikolaus II. Lobkowitz von Hassenstein konnte seine Herrschaft erfolgreich ausweiten. 1446 kaufte er von Alesch von Schönburg auf Pürstein die Güter Preßnitz (Přísečnice) und Brunnersdorf (Prunéřov). Weiter erhielt er Eidlitz (Údlice), Kaaden (Kadaň) und Komotau (Chomutov). Dies erreichte er vor allem durch sein vorsichtiges Taktieren und Paktieren sowohl mit den Hussiten als auch mit den Katholiken. Er war verheiratet mit Sophie (Žofie) von Žerotín († 1459), starb im Jahr 1462 und hinterließ vier Söhne.
- Nikolaus III. Lobkowitz von Hassenstein, Johann und Bohuslaus Lobkowicz von Hassenstein teilten sich 1490 das Vermögen, die Burg Hassenstein blieb aber gemeinschaftlicher Besitz. Bohuslaus (Bohuslav) Lobkowicz von Hassenstein (1461–1510) wurde ein berühmter Humanist und Dichter.
- Bohuslav Felix von Lobkowitz und Hassenstein, böhmischer Ständepolitiker, Neu-Utraquist
- Sigismund Lobkowicz von Hassenstein (Zikmund Hasištejnský z Lobkovic) († 1546), Dichter und Schriftsteller

### Linie Popel von Lobkowitz

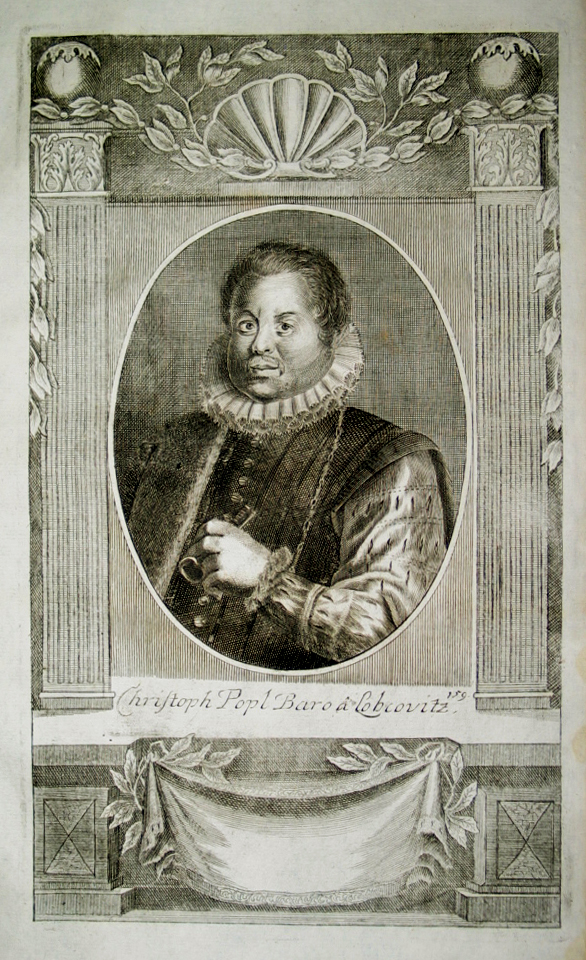
Christoph Popel von Lobkowitz (1545–1609)

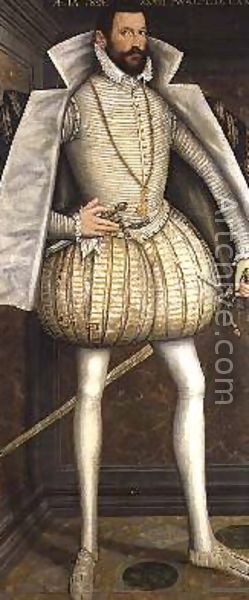
Ladislav III. Baron Lobkowicz (von Hans Krell)

Die Linie Popel-Lobkowitz zerfiel im 16. Jahrhundert durch Teilung und den Erwerb neuer Güter in mehrere Familienzweige, die sich nach ihrem Besitz Herren von Dux, von Bilin, von Tachau und von Zbiroh nannten. Der jüngste Zweig der Popel-Lobkowitz nannte sich nach dem seit 1474 im Besitz befindlichen Schloss Chlumec Chlumetzer Zweig. Aus diesem Zweig entstanden der Neustädter, der Raudnitzer und der Hořín-Mělníker Zweig. Sämtliche Fürsten entstammen der Linie Popel von Lobkowitz.
- Johann I. Popel von Lobkowitz (Jan I. Popel z Lobkovic), ein Getreuer des Königs Georg von Podiebrad, verwaltete seit dem 30. November 1464 die von Rosenbergern an ihn verpachtete Burg Rožmberk. Während der Verteilungskämpfe zwischen den Anhängern des Königs und den Rosenbergern eroberte Zdeněk von Sternberg, ein Erzfeind des Johann II. von Rosenberg, im Januar 1469 die Festung, nahm Johann und seinen Sohn Depolt gefangen und hielt sie auf der Burg in Krumau fest. Johann erkrankte in der Gefangenschaft und starb. Er wurde in der Kirche des Hl. Veit in Krumau bestattet. Depolt blieb bis 1475 inhaftiert.[2]
- Depolt Popel von Lobkowitz, ein Sohn Johanns I. Popel, übernahm 1502 die Herrschaft Bilin (Bílina) von den Herren von Colditz, 1527 kam noch die Herrschaft Dux (Duchcov) hinzu.
- Den Besitz erbte Wenzel Popel von Lobkowitz, der Oberleutensdorf (Litvínov) hinzukaufte.
- Sein erster Sohn war Johann III. Popel von Lobkowitz (* 1490; † 14. Juni 1569 in Prag, verheiratet mit Anna Žehrovská von Kolowrat). Er stieg bis zum Hofrichter des Königreichs Böhmen auf. Ihm gehörten die Ländereien Zbiroh und Točník.
- Dessen Sohn Johann der Ältere Popel von Lobkowitz (* 1521; † 18. Juni 1590, dreimal verheiratet) war Präsident des Appellationsgerichts und Präsident der böhmischen Kammer sowie Hauptmann der deutschen Lehen. Er besaß auch die Feste Opálka.
- Georg der Ältere Popel von Lobkowitz, achtes Kind Johanns III., (* 1540; † 28. Mai 1607 als Gefangener in Loket) war ebenfalls in Diensten der böhmischen Krone, als Kämmerer, Richter und Obersthofmeister. Er war an einer Verschwörung gegen Kaiser Rudolf II. beteiligt.
- Der zweite Sohn Ladislavs I., Ladislav II. (* 1501; † 18. Dezember 1584) war dreimal verheiratet. Ihm gehörten die Ländereien um Chlumec. Er war Mitglied des Geheimen Rats, wurde Hofmarschall und königlicher Hofmeister. Ladislaus II. von Lobkowitz erhielt 1562 von Kaiser Ferdinand das Heidecksche Lehen Neustadt und Sternstein.
- Der Sohn Ladislavs II., Zdeněk Vojtěch Popel von Lobkowitz (Zdenko Adalbert, * 15. August 1568; † 16. Juni 1628 in Wien), wurde wie sein Vater Hofrat und 1559 oberster Kanzler der Krone Böhmens. Er heiratete Polyxenia, geborene von Pernstein, Witwe des Wilhelm von Rosenberg. Durch diese Heirat erhielt das Geschlecht die Herrschaft Raudnitz (das dortige Gut befindet sich seit 1990 wieder im Besitz einer Linie des Geschlechts). Zdenek Adalbert war maßgeblich an der Rekatholisierung Böhmens beteiligt. 1623 wurde er zum ersten Fürsten von Lobkowicz erhoben (siehe Liste unten). 1641 wurde aus den Herrschaften Neustadt und Störnstein die Gefürstete Grafschaft Störnstein gebildet, Sicherung der Reichsunmittelbarkeit des Hauses. 1653 Sitz und Stimme im Reichsfürstenrat des Reichstags als reichsständischer (wirklicher) Reichsfürst (bis 1806).
- Ladislav III. („der Ältere“) Baron von Lobkowicz, Reichsrat, Marschall und Militärgouverneur in Ungarn 1580, (* 1537; † 11. März 1609); ⚭ Gräfin Maria Magdalena von Salm-Neuburg (* 1548; † 23. Juli 1607). Die Heirat fand in Preßburg (Bratislava) am 23. September 1565 statt.
- Sohn des Zdeněk Vojtěch Popel von Lobkowitz, (Václav) Wenzel Eusebius von Lobkowicz, 2. Fürst, (* 20. Januar 1609; † 22. April 1677) war Präsident des Hofrats am Hof des Kaisers Leopold I. und häufte weiteres Vermögen für den Raudnitzer Ast der Familie an.
- 1665 bis 1697 herrschte in Bilin (Bílina) Graf Wenzel Ferdinand Lobkowicz, ein bedeutender Diplomat des Kaisers Leopold I. für Bayern, Spanien und Frankreich. 1720 starb der Biliner Zweig der Familie aus und das Eigentum kam in die Hände der Lobkowitz aus Raudnitz (Roudnice nad Labem).
- August Longin von Lobkowitz (1797–1842) war nicht nur in vielen nationalen und bildenden Vereinen tätig, sondern auch in der Politik aktiv und wurde kaiserlicher Kanzler und unter Kaiser Karl VI. 1734 Präsident der Bergbau- und Münzenkammer am Hofe.
- Ein bedeutender Politiker seiner Zeit war Georg Christian von Lobkowitz (1835–1908), Marschall der Böhmischen Krone und Abgeordneter des böhmischen Landtages. Er verteidigte das böhmische Recht vehement gegen die gesamtstaatliche, in Wien koordinierte Politik Cisleithaniens.
- Seine Nachfolger waren sein Sohn Bedřich (Friedrich) von Lobkowicz[3] sowie 1923 dessen Sohn Georg Christian Lobkowicz, ein bekannter Autorennfahrer, der 1932 auf der AVUS-Rennbahn in Berlin tödlich verunglückte. Diesem folgte Bedřichs Cousin Otakar Lobkowicz nach. Nach 1918, sowohl vor wie auch nach der Zerschlagung der Tschechoslowakei durch Nazi-Deutschland, und nach dem Zweiten Weltkrieg bekannten sich die Lobkowiczer stets zu ihrer tschechischen Tradition, obwohl der Adel in der Tschechoslowakei im Dezember 1918 abgeschafft wurde.
- Maximilián Lobkowicz aus der Raudnitzer Linie wurde tschechoslowakischer Botschafter in London. 1989 kehrte er mit seiner Familie in die Tschechoslowakei zurück und erhielt 1991 Teile des Familienbesitzes zurückerstattet. Sein Sohn William Lobkowicz wurde in Boston im US-Bundesstaat Massachusetts geboren.

Mit der Machtübernahme der Kommunisten 1948 wurden alle Zweige der Familie Lobkowitz in der Tschechoslowakei, wie zuvor schon teilweise vom NS-Besatzungsregime, weitgehend enteignet. Nach 1948 emigrierten einige Mitglieder der Familie daher u. a. in die USA, später nach Deutschland oder in die Schweiz. Alle zurückgekehrten wie auch die in der Heimat stets verbliebenen Mitglieder der weitverzweigten Familie Lobkowitz konnten aufgrund der Restitutionsgesetze von 1991 Teile ihres einstigen Besitzes wiedererlangen.

### Fürsten von Lobkowitz

#### Hauptlinie (1623–1918)

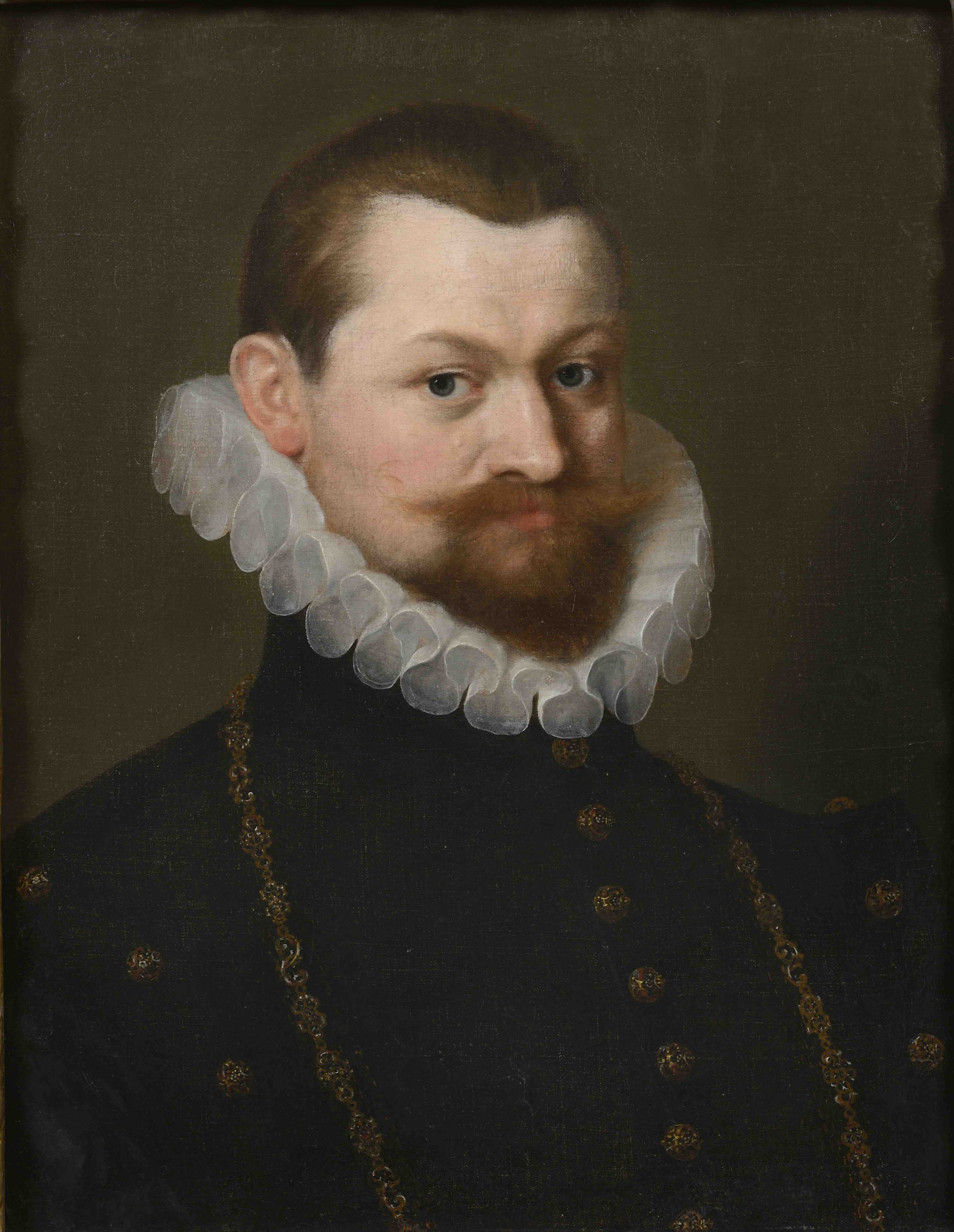
Zdeněk Vojtěch (Zdenko Adalbert), 1. Fürst Lobkowitz (1568–1628)

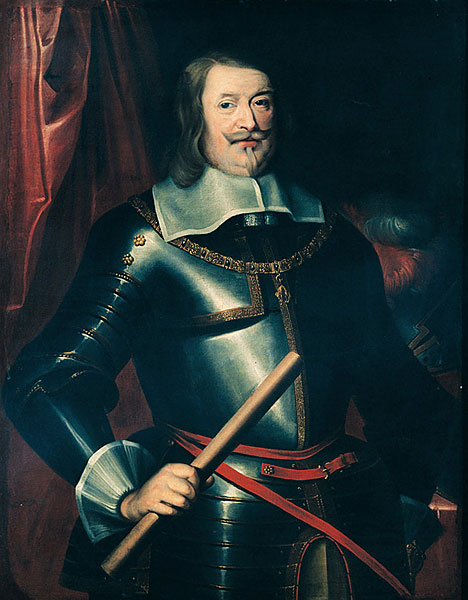
Václav (Wenzel) Eusebius, 2. Fürst Lobkowitz (1609–1677)

- Zdeněk Vojtěch Lobkowicz (1568–1628), 1623 1. Fürst ⚭ Polyxena von Pernštejn, Tochter des Vratislav von Pernstein,
- Václav Eusebius, 2. Fürst Lobkowicz (1609–1677), dessen Sohn, 1628 Fürst, 1646 Herzog von Sagan, ⚭ I Johana Myšková ze Žlunic; ⚭ II Pfalzgräfin Augusta Sophie von Sulzbach, Tochter von Pfalzgraf August
- Ferdinand August Leopold von Lobkowitz (1655–1715), dessen Sohn, 3. Fürst Lobkowicz, Herzog von Sagan, ⚭ I Gräfin Claudia Franziska von Nassau-Hadamar, Tochter von Fürst Moritz Heinrich von Nassau-Hadamar; ⚭ II Maria Anna Markgräfin von Baden-Baden, Tochter von Ferdinand Maximilian; ⚭ III Gräfin Marie Philippine von Althann, Tochter von Wenzel Michael Franz; ⚭ IV. Prinzessin Louise von Schwarzenberg, Tochter von Ferdinand Wilhelm Eusebius, 2. Fürst zu Schwarzenberg
- Phillip Hyacinth von Lobkowitz (1680–1734), dessen Sohn aus erster Ehe, 4. Fürst Lobkowicz, Herzog von Sagan, Begründer des Raudnitzer Zweiges der Popel von Lobkowicz; ⚭ I Gräfin Eleonore Caroline Charlotte Popel von Lobkowicz, Tochter von Graf Kryštof Ferdinand, ⚭ II Gräfin Anna Maria Wilhelmine von Althann, Tochter von Graf Michael Ferdinand
- Wenzel Ferdinand Karl (1723–1739), dessen Sohn, 5. Fürst Lobkowicz, Herzog von Sagan
- Ferdinand Philipp (1724–1784), dessen Bruder, 6. Fürst Lobkowicz, Herzog von Sagan, ⚭ Prinzessin Gabriela Maria von Savoyen-Carignan, Tochter von Luigi Vittorio, 3. Principe di Carignano. Im Jahr 1745 reiste der als begabter Geigenspieler angesehene Prinz Ferdinand, begleitet von Christoph Willibald Gluck, nach London.[4]
- Franz Joseph Maximilian von Lobkowitz (1772–1816), dessen Sohn, 7. Fürst Lobkowicz, letzter Herzog von Sagan (1786 an den Herzog von Kurland verkauft), 1786 1. Herzog von Raudnitz,[5] ⚭ Prinzessin Maria Karoline zu Schwarzenberg, Tochter von Fürst Johann I. zu Schwarzenberg
- Ferdinand Joseph (1797–1868), dessen Sohn, 8. Fürst Lobkowicz, Herzog von Raudnitz, ⚭ Prinzessin Maria von Liechtenstein
- Moritz (1831–1903), dessen Sohn, 9. Fürst Lobkowicz, Herzog von Raudnitz, ⚭ Prinzessin Maria Anna zu Oettingen-Oettingen u. Oettingen-Wallerstein, Tochter von Fürst Friedrich Kraft
- Ferdinand Zdenko von Lobkowitz (1858–1938), dessen Sohn, bis 1918 10. und letzter Fürst Lobkowicz, Herzog von Raudnitz, ⚭ Gräfin Anna Bertha von Neipperg, Tochter von Graf Erwin von Neipperg[6]

#### Zweite Linie (1722–1802)
- Georg Christian von Lobkowitz (Feldmarschall), zweitehelicher Sohn des Fürsten Ferdinand August, Feldmarschall, Begründer der Hořín-Mělníker Fürstenlinie
- Joseph Maria Karl von Lobkowitz (1725–1802), dessen Sohn, Generalfeldmarschall und Diplomat

### Inhaber des Familienbesitzes seit 1918
Die Tschechoslowakische Republik hob die Adelstitel am 10. Dezember 1918 auf. Nach deutschem Adelsrecht, das entsprechend auch für die früheren Kronländer der Habsburgermonarchie gilt und im Genealogischen Handbuch des Adels offiziell dokumentiert wird, führt der Chef des Hauses jedoch weiterhin den Adelstitel Fürst Lobkowicz, Herzog von Raudnitz und die übrigen Mitglieder des Hauses die Titel Prinz bzw. Prinzessin (mit der Anrede Durchlaucht). In Belgien gehören die Lobkowicz mit der gleichbedeutenden Anrede „Altesse Sérénissime“ durch königlich belgisches Dekret vom 31. August 1957 und Diplom vom 12. Februar 1958 zu den fürstlichen und herzoglichen Adelsfamilien.
- Ferdinand Zdenko (zuvor 10. Fürst) Lobkowicz (1858–1938), siehe oben
- Max(imilian) Lobkowicz (1888–1967), dessen Sohn, ⚭ Gillian Margaret Somerville; 1939 vom NS-Regime enteignet, 1945 Restitution, 1948 vom kommunistischen Regime der Tschechoslowakischen Sozialistischen Republik  neuerlich enteignet
- Martin Lobkowicz (geb. 1928), ⚭ Margaret Brooks Juett; erhielt nach Restitutionsgesetzen von 1991 den Großteil des Eigentums zurück
- William Lobkowicz, dessen Sohn. Er ist der gegenwärtige Besitzer des Palais Lobkowicz auf der Prager Burg, in dem er ein bedeutendes kunsthistorisches Museum eingerichtet hat. Er hat seinen Privatsitz auf dem Schloss Nelahozeves und ist auch Besitzer der Burg Střekov.[9]

#### Chefs des Hauses Lobkowicz
- Jaroslav Lobkowicz (1877–1953), Vetter des 10. Fürsten, nach Verzicht von Max Lobkowicz wurde er Chef des Hauses Lobkowicz, ⚭ Maria Theresia Ernestine Gräfin von Beaufort-Spontin
- Bedřich (Friedrich) Lobkowicz (1907–1954), dessen Sohn
- Jaroslav Lobkowicz (1910–1985), dessen Bruder, ⚭ Gabrielle Gräfin von Korff, gen. Schmising-Kerssenbrock
- Jaroslav Lobkowicz (* 1942), dessen Sohn, Politiker, Besitzer von Schloss Křimice in Pilsen, ⚭ Elizabeth de Vienne

## Wappen
- Das Stammwappen (Siegel des Nikolaus II. von Lobkowitz auf Hassenstein aus dem Jahre 1456) zeigt ein silbernes Feld mit rotem Schildhaupt. Auf dem Helm mit rot-silbernen Decken steht ein roter Federköcher (gestürzter Spitzhut), aus dem eine silberne Straußenfeder ragt. Ursprünglich wohl ein Tintenfass mit Federkiel. Siehe Nikolaus I. „der Arme“ von Lobkowitz war Oberstlandschreiber.
- Das gemehrte Wappen von 1479 ist gevierteilt. Felder 1 und 4 zeigen das Stammwappen, 2 und 3 das Žírotínsche Wappen, weil Nikolaus II. eine Erbtochter aus dem böhmischen Geschlecht Žerotín (nicht zu verwechseln mit den mährischen Zierotin) zur Frau hatte: nach rechts schrägliegender (gekrönter) schwarzer Adler, mit goldenem Klee-Mond auf der Brust, in Silber.
- Das fürstliche Wappen: Schild gespalten und zweimal geteilt (sechs Felder), mit aufgelegtem, gevierteltem Herzschild, wie der gemehrte Wappenschild von 1479.

1. Feld des Hauptschildes zeigt das Wappen der mit den Lobkowitz verschwägerten von Pernstein (Stammmutter des fürstlichen Hauses Lobkowitz Polyxena von Lobkowicz geb. von Pernstein) – in Gold, ein vorwärts gekehrter, schwarzer Auerochsenkopf mit goldener Wiede und roter Zunge.
2. Feld: (Herzogtum Sagan, das Wenzel Eusebius von Lobkowicz 1646 gekauft hatte): in Rot ein vorwärts gekehrter, die Hände aufstützender, goldgekleideter, goldgelockter, sonst naturfarbener Engel mit grünen Flügeln, aufgeschürzten weiten Ärmeln und silbernem Gürtel (ursprüngliches Helmkleinod aus dem Wappen des Herzogtums).
3. Feld: In Blau, über silbernem Dreifelsen drei goldene Sterne als neues Wappen der seit 1641 gefürsteten Grafschaft Sternstein, der vormaligen Herrschaft Neustadt (an der Waldnaab).
4. Feld: In Blau, ein gekrönter goldener Löwe (ursprüngliches Wappen des Herzogtums Sagan, mit einem Engel als Helmkleinod); bereits Albrecht von Waldstein (Wallenstein) verband die beiden Zeichen im Schild als Herzog von Sagan.
5. Feld: In Gold, drei schwarze Pfähle, angeblich wegen der Reichsfürstenwürde verliehen. Sterne, Dreifelsen und Pfähle waren jedoch schon früher das Wappen der gefürsteten Grafschaft Sternstein (Störnstein und Neustadt).
6. Feld: In Gold, ein schwarzer Adler (der Schlesische Adler), mit silbernem Brusthalbmond, der in der Höhlung mit silbernen Kreuzchen besetzt ist und in kleeblattbesetzten Spitzen verläuft, wegen des früher mit Sagan vereinigten Herzogtums Glogau.[10]

Auf dem Schilde ruhen vier goldene, gekrönte Helme. Helm 1: die Lobkowitzsche Helmzier. Helm 2: der Pernsteinsche Auerochsenkopf. Helm 3: zu Sternstein gehörig: sechs rot bordierte, silberne Fähnlein, an roten Stäben, und Helm 4: ein von Rot und Silber geschachtes, oben mit Pfauenwedel von drei Federn bestecktes Schildchen (Schirmbrett), zum schlesischen Sagan gehörig (aus dem Wappen des Herzogtums Glogau).

Wappen
Wappen derer von Lobkowitz-Hassenstein aus dem Scheiblerschen Wappenbuch
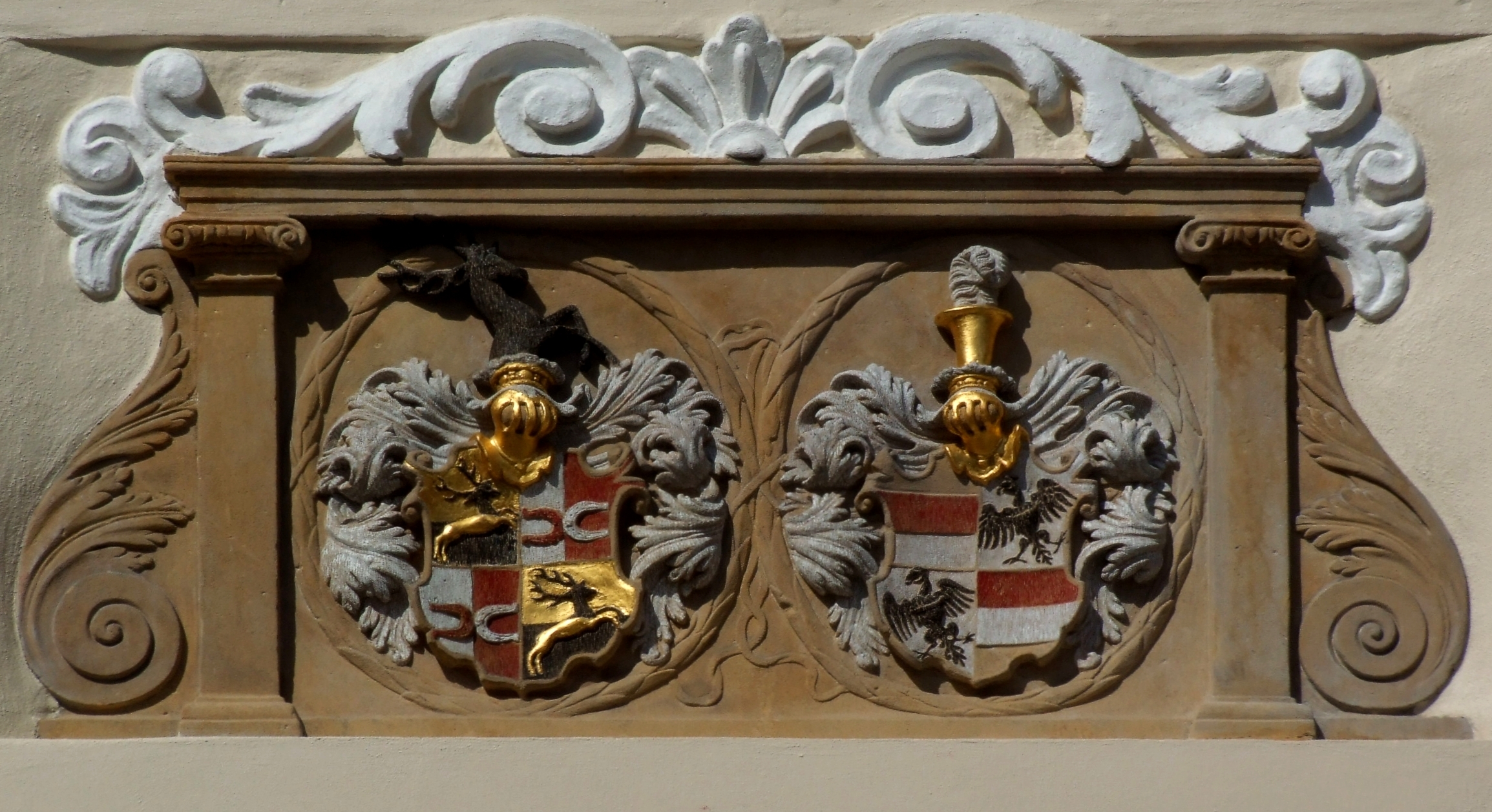
Allianz-Wappen Proskau (links) und Lobkowitz (rechts) in Oppeln
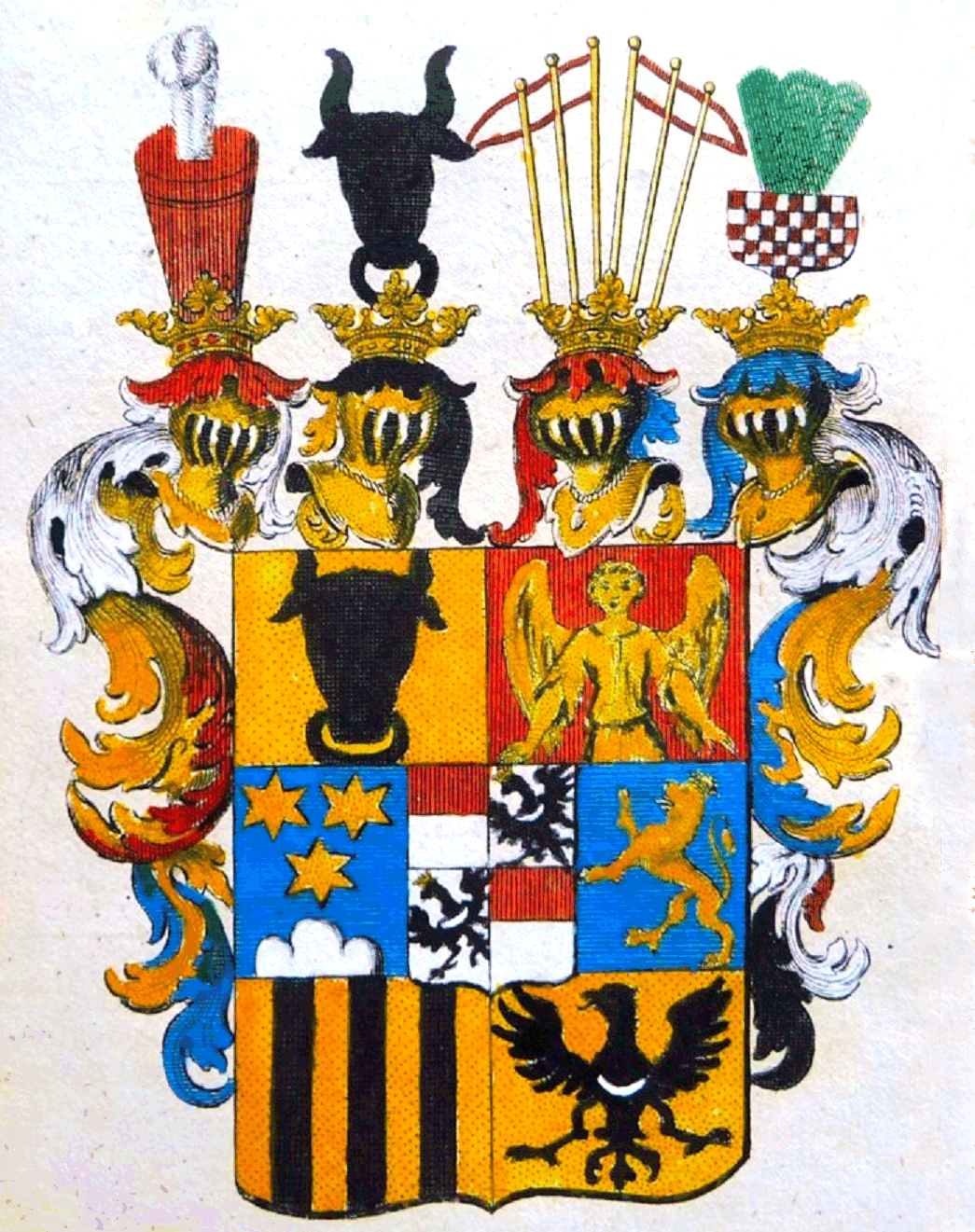
Fürstlich Lobkowitzisches Wappen
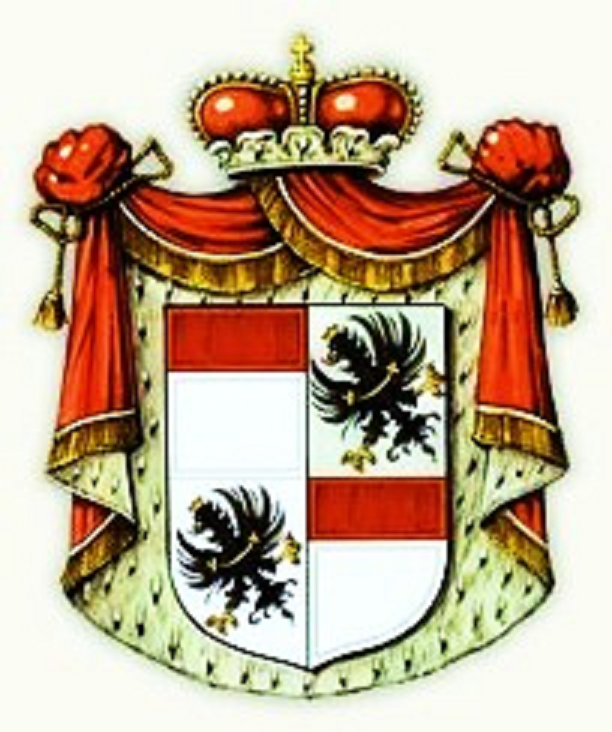
Wappen mit Wappenmantel und Fürstenhut

## Bekannte Namensträger

### Namensträger der Vergangenheit
- Bohuslaus Lobkowicz von Hassenstein (1461–1510), böhmischer Humanist, Staatsmann und Dichter
- Sigismund Lobkowicz von Hassenstein (??–1546), böhmischer Dichter und Schriftsteller
- Bohuslav Felix von Lobkowitz und Hassenstein (1517–1583), böhmischer Ständepolitiker
- Christoph Popel von Lobkowitz (1549–1609), böhmischer Politiker und Diplomat
- Georg Popel von Lobkowicz (~1551–1607), böhmischer Politiker
- Polyxena von Lobkowicz (1566–1642), böhmische Adlige
- Zdeněk Vojtěch Popel von Lobkowitz (1568–1628), böhmischer Adliger
- Juan Caramuel y Lobkowitz (1606–1682), Erzbischof von Vigevano, Theologe, Musikwissenschaftler, Mathematiker und Astronom
- (Václav) Wenzel Eusebius von Lobkowicz (1609–1677), böhmischer Politiker
- Wenzel Ferdinand Popel von Lobkowitz (1654–1697), österreichischer Botschafter
- Eleonora von Lobkowitz (1682–1741), böhmische Adlige
- Joseph Maria Karl von Lobkowitz (1725–1802), k. k. Generalfeldmarschall und Diplomat
- Franz Joseph Maximilian von Lobkowitz (1772–1816), österreichischer Generalmajor und Kunstmäzen
- August Longin von Lobkowitz (1797–1842), österreichischer Staatsmann, Hofkanzler und Mäzen
- Zdenko Lobkowitz (1858–1933), Feldmarschallleutnant, Generaladjutant Kaiser Karls I.
- Caroline von Lobkowicz (1868–1929),[12] Schwester von Ferdinand Zdenko (1858–1938)
- Ferdinand von Lobkowitz (Industrieller) (1797–1868), österreichisch-böhmischer Industrieller
- Ferdinand von Lobkowitz (Politiker) (1850–1926), österreichisch-böhmischer Politiker
- Ferdinand August von Lobkowitz (1655–1715), böhmischer Adliger, Prinzipalkommissar und Obersthofmeister
- Ferdinand Maria von Lobkowitz (1726–1795), Bischof von Namur und von Gent
- Ferdinand Philipp Joseph von Lobkowitz (1724–1784), Musiker und Mäzen
- Georg Christian von Lobkowitz (Feldmarschall) (1686–1755), österreichischer Generalfeldmarschall und Statthalter von Mailand
- Georg Christian von Lobkowitz (Politiker) (1835–1908), böhmischer Politiker
- Georg Christian von Lobkowitz (Rennfahrer) (1907–1932), tschechoslowakischer Rennfahrer
- Max Lobkowicz (1888–1967), tschechoslowakischer Diplomat
- Nikolaus Lobkowicz (1931–2019), Philosoph und langjähriger Präsident der Ludwig-Maximilians-Universität München und der Universität Eichstätt
- František Lobkowicz (1948–2022), tschechischer Bischof von Ostrau-Troppau

### Namensträger der Gegenwart
- Jaroslav Lobkowicz (* 1942), tschechischer Politiker, Besitzer von Schloss Křimice, als Chef des Gesamthauses „Fürst von Lobkowitz“
- Filip Zdeněk Lobkowicz (* 1954), tschechischer Prämonstratenserabt von Stift Tepl
- Erich Prinz von Lobkowicz (* 1955), Präsident der deutschen Assoziation des Malteserordens
- Jiří Jan Lobkowicz (* 1956), tschechischer Politiker, Winzer, Besitzer der Schlösser Mělník und Hořín
- William Lobkowicz (* 1961 in Boston), Großgrundbesitzer und Brauereiunternehmer, Besitzer des Palais Lobkowicz auf der Prager Burg sowie der Schlösser Nelahozeves, Roudnice und Střekov
- Michal Lobkowicz (* 1964), Politiker, 1998 kurzzeitig tschechischer Verteidigungsminister
- Marie-Sophie Lobkowicz (* 1980), Schriftstellerin

## Palais der Familie Lobkowicz

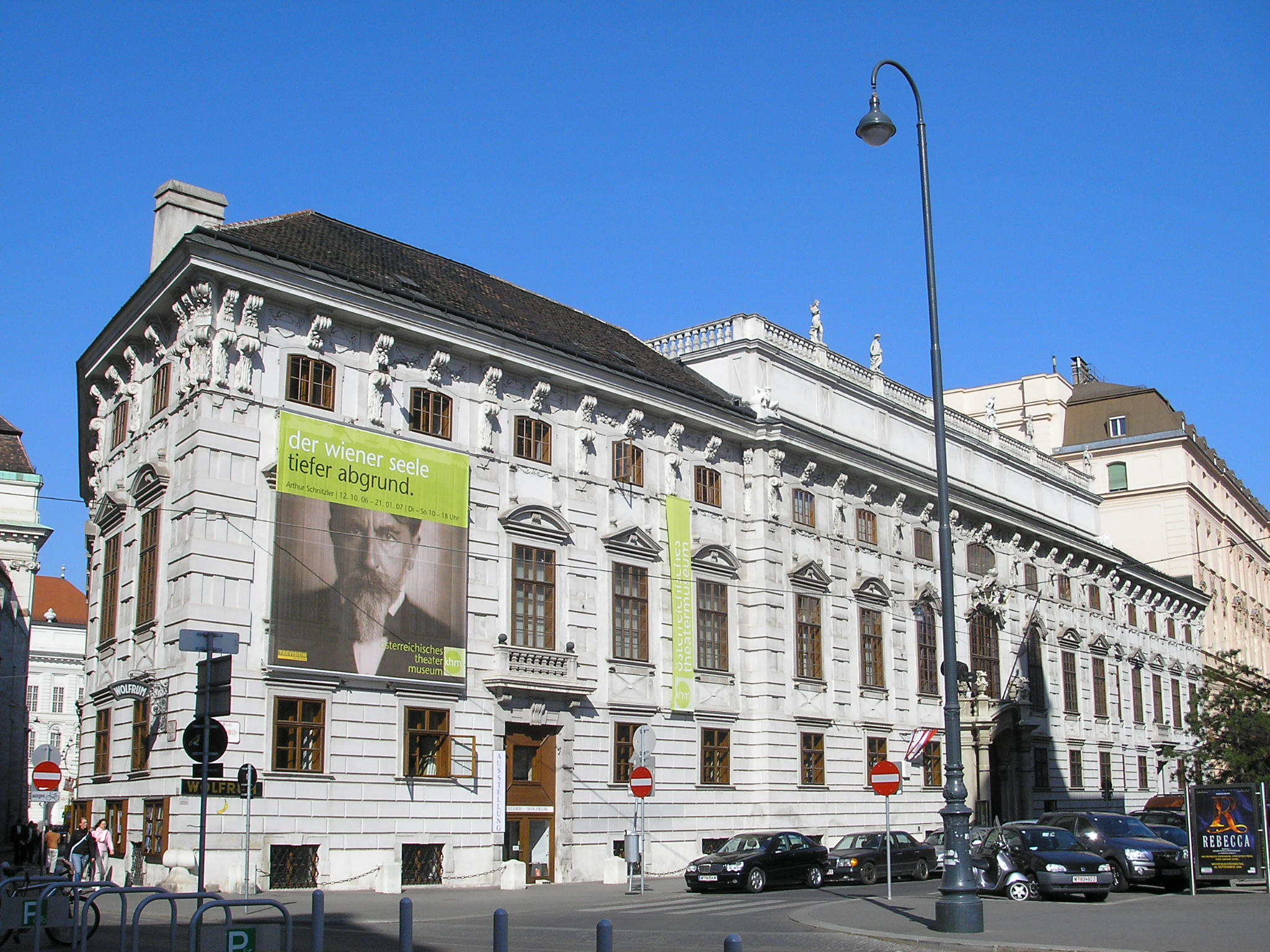
Das Palais Lobkowitz in Wien

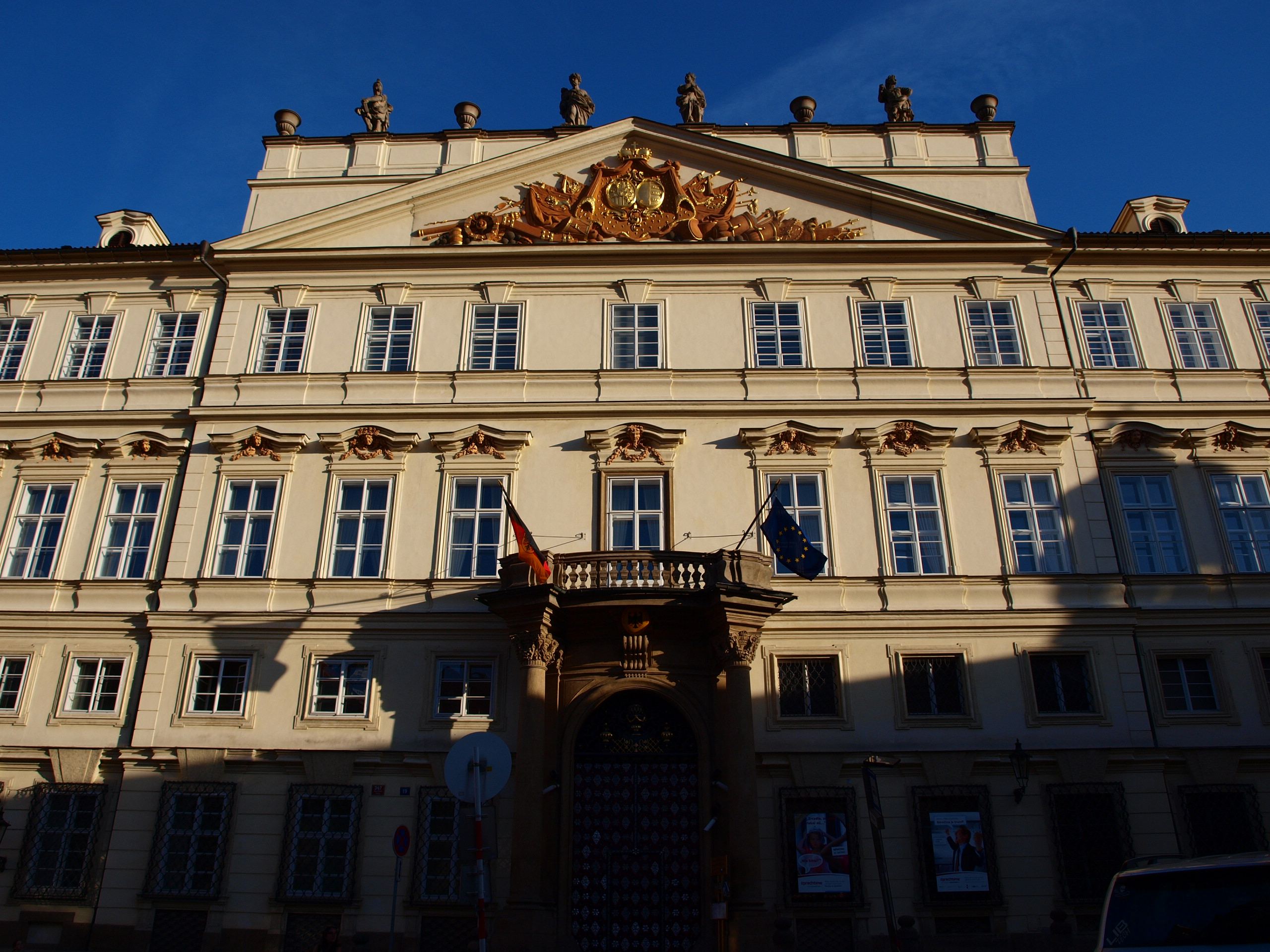
Palais Lobkowitz, Prager Kleinseite, Sitz der Deutschen Botschaft

Gegenwärtig sind folgende Lobkowicz-Schlösser zu besichtigen:
- Das Palais Lobkowicz auf der Prager Burg wurde zuvor von der tschechischen Regierung als Teil des Hradschins und somit als Staatsbesitz betrachtet, schließlich aber an Familie Lobkowicz restituiert. William Lobkowicz stellt dort seit 2007 einen Teil seiner Kunstsammlungen aus und veranstaltet Konzerte. Das Palais befindet sich im östlichsten Teil des Burgareals an der Straße Jiřská (Georgigasse) und ist z. B. über die Alte Schlossstiege von der Prager Kleinseite aus zugänglich.
- Das Palais Lobkowicz auf der Prager Kleinseite neben dem Palais Schönborn an der Vlašská-Straße, mit dem zuvor genannten nicht zu verwechseln, ist Sitz der deutschen Botschaft in Prag. Hier erfolgte 1989 der historische Auftritt von Hans-Dietrich Genscher.
- Das heutige Palais Schwarzenberg (Prag) wurde 1545–1567 für die Familie Lobkowitz errichtet und kam 1719 an die Schwarzenberg
- Auf dem ca. 25 km nördlich von Prag an der Moldau gelegenen Renaissanceschloss Nelahozeves stellt Familie William Lobkowicz einen weiteren Teil ihrer Kunst- und Waffensammlungen und ihrer Familiengeschichte aus.[13]
- Das an die Familie William Lobkowicz restituierte Schloss Roudnice (Raudnitz) in Roudnice nad Labem ist zur Innenbesichtigung eingeschränkt zugänglich.
- In Wien befindet sich im Stadtzentrum, gegenüber der Albertina, ein weiteres Palais Lobkowitz, heute Sitz des Österreichischen Theatermuseums.
- Schloss Eisenberg (Jezeří) in Nordwestböhmen gehörte lange Zeit zum Besitz der Lobkowitz. Nach 1990 wurde es einem Zweig der Familie zurückgegeben, von ihm aber der Tschechischen Republik übereignet. Es ist nunmehr der Öffentlichkeit zugänglich.
- Schloss Maxlrain in Bayern.

## Nach 1990 an die Familie zurückgegebene Besitzungen in Tschechien
Nach der Samtenen Revolution wurde verschiedenen Zweigen der Familie eine Reihe von Besitztümere zurückübertragen, insbesondere das Palais Lobkowicz in der Prager Burg (heute Museum), Schloss Nelahozeves (Mühlhausen; heute Museum), Schloss Roudnice (Raudnitz), Burg Střekov (Schreckenstein), Schloss Křimice (Krimitz) in Pilsen, Schloss Mělník (Weingut) mit Schloss Hořín (Horschin), Schloss Bílina (Bilin) und Schloss Drahenice (Drahenitz), Schloss Dolní Beřkovice (Unter Berschkowitz; heute im Besitz der Familie Thurn und Taxis), sowie die später wieder veräußerten Schloss Jezeří (Eisenberg) und Burg Vysoký Chlumec.

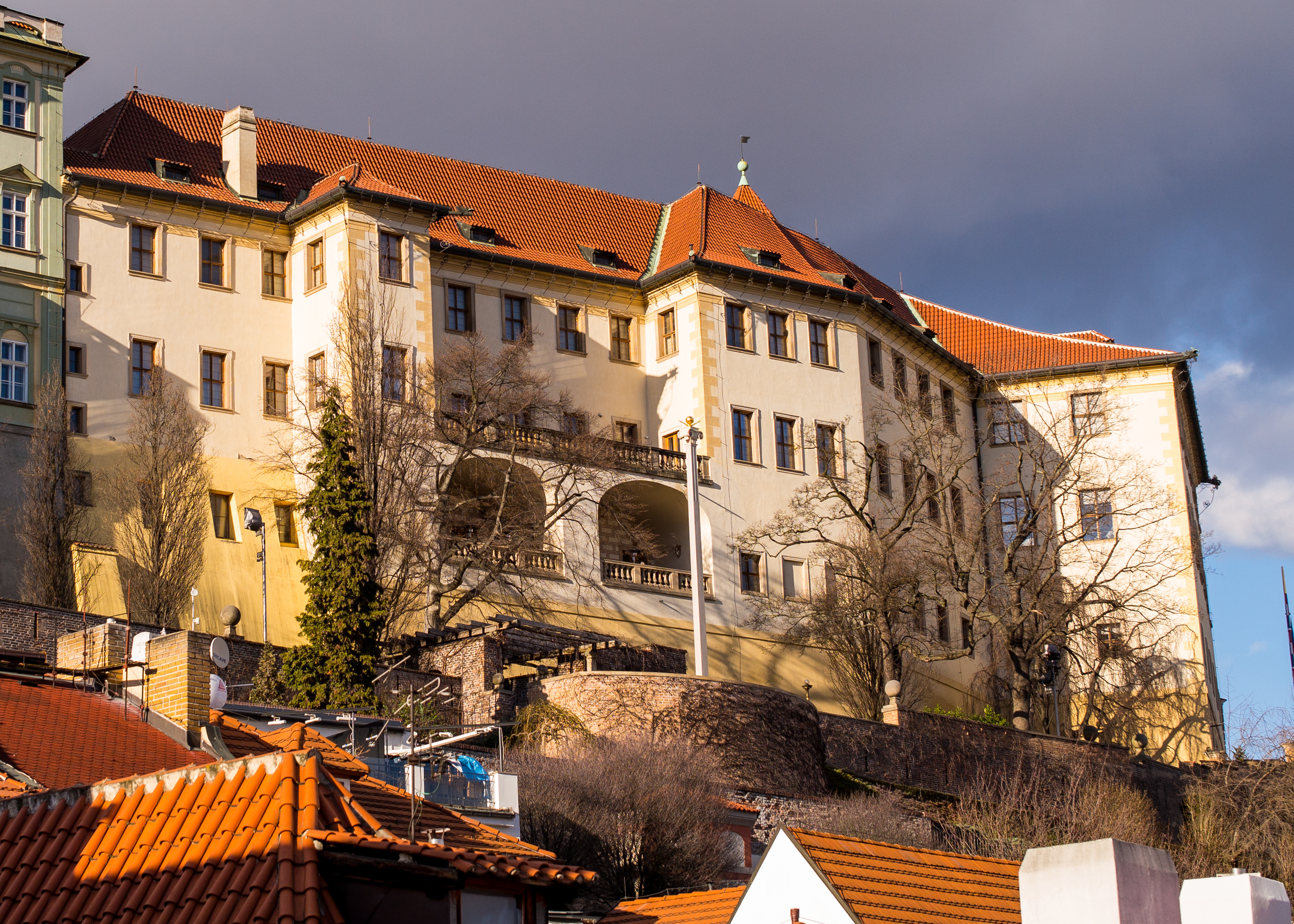
Palais Lobkowicz (Prager Burg)
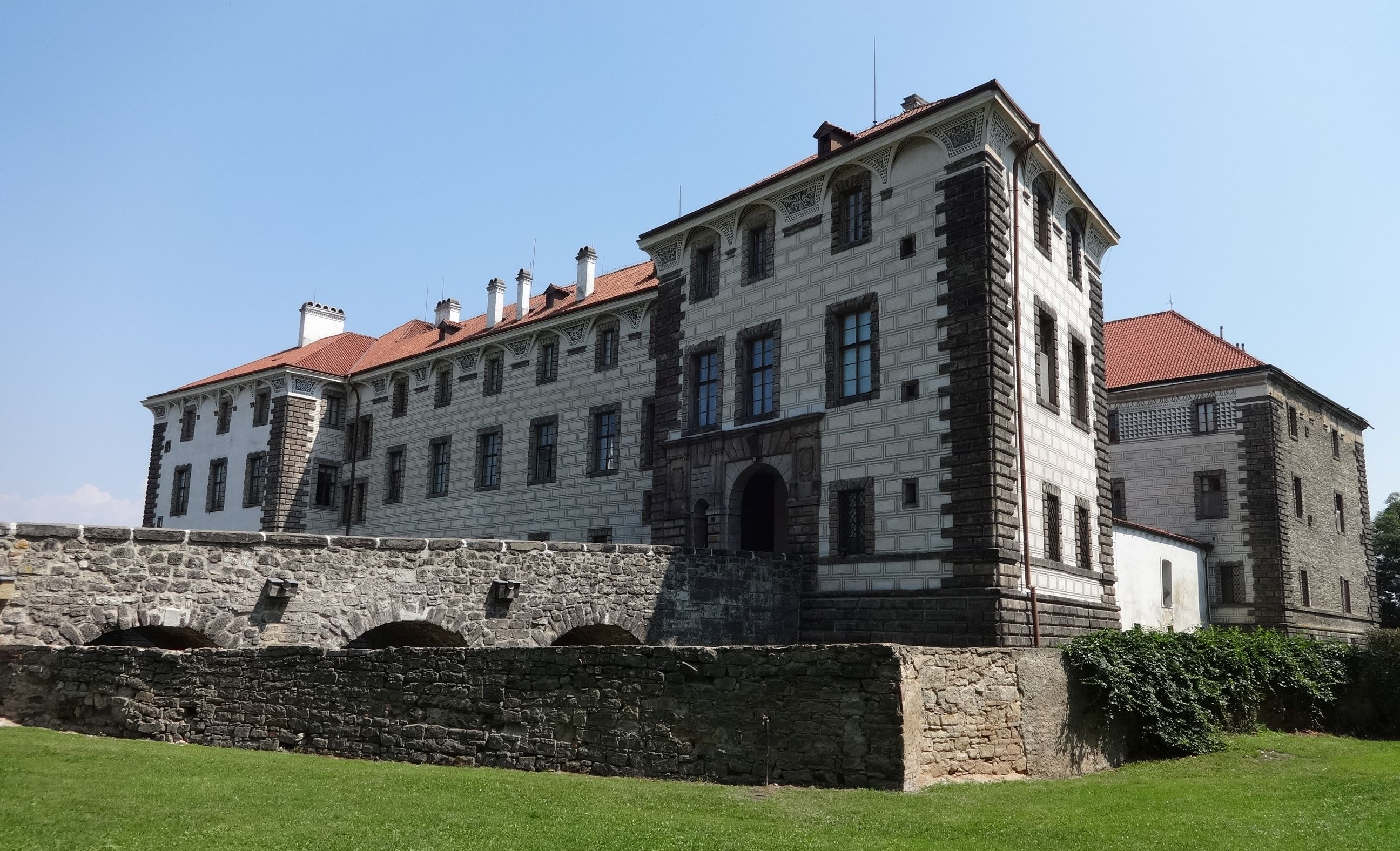
Schloss Nelahozeves
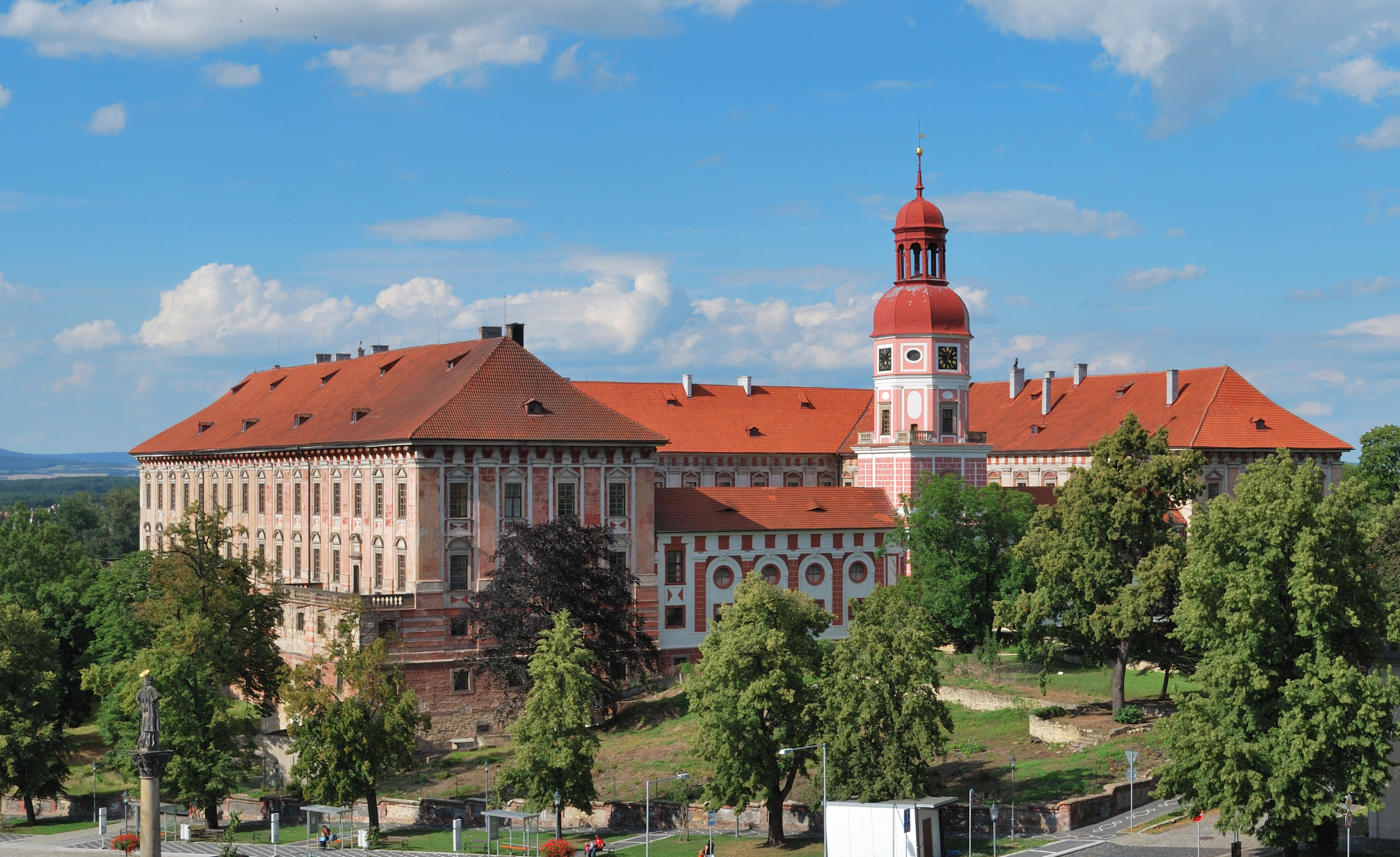
Schloss Roudnice (Raudnitz)
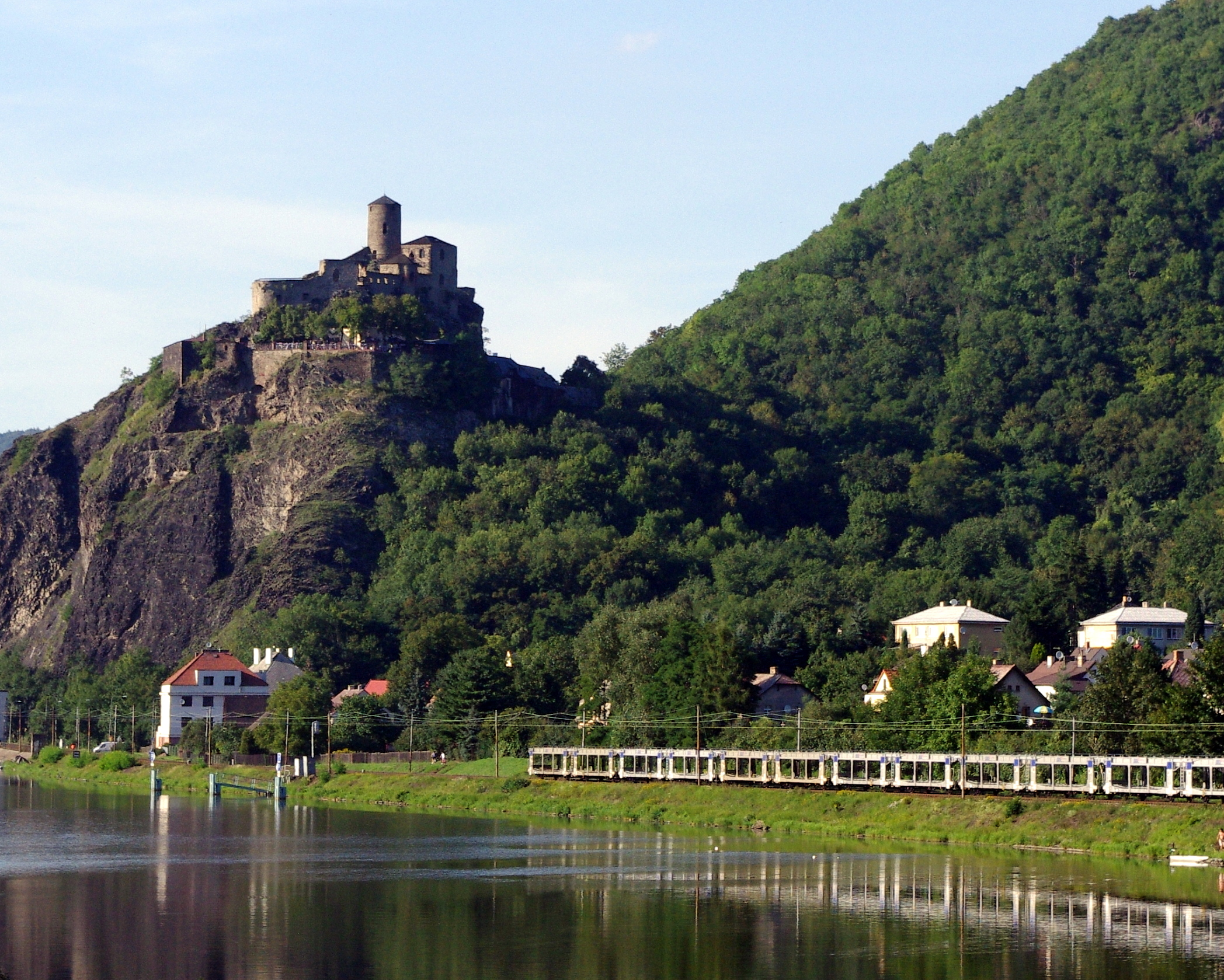
Burg Střekov (Schreckenstein)
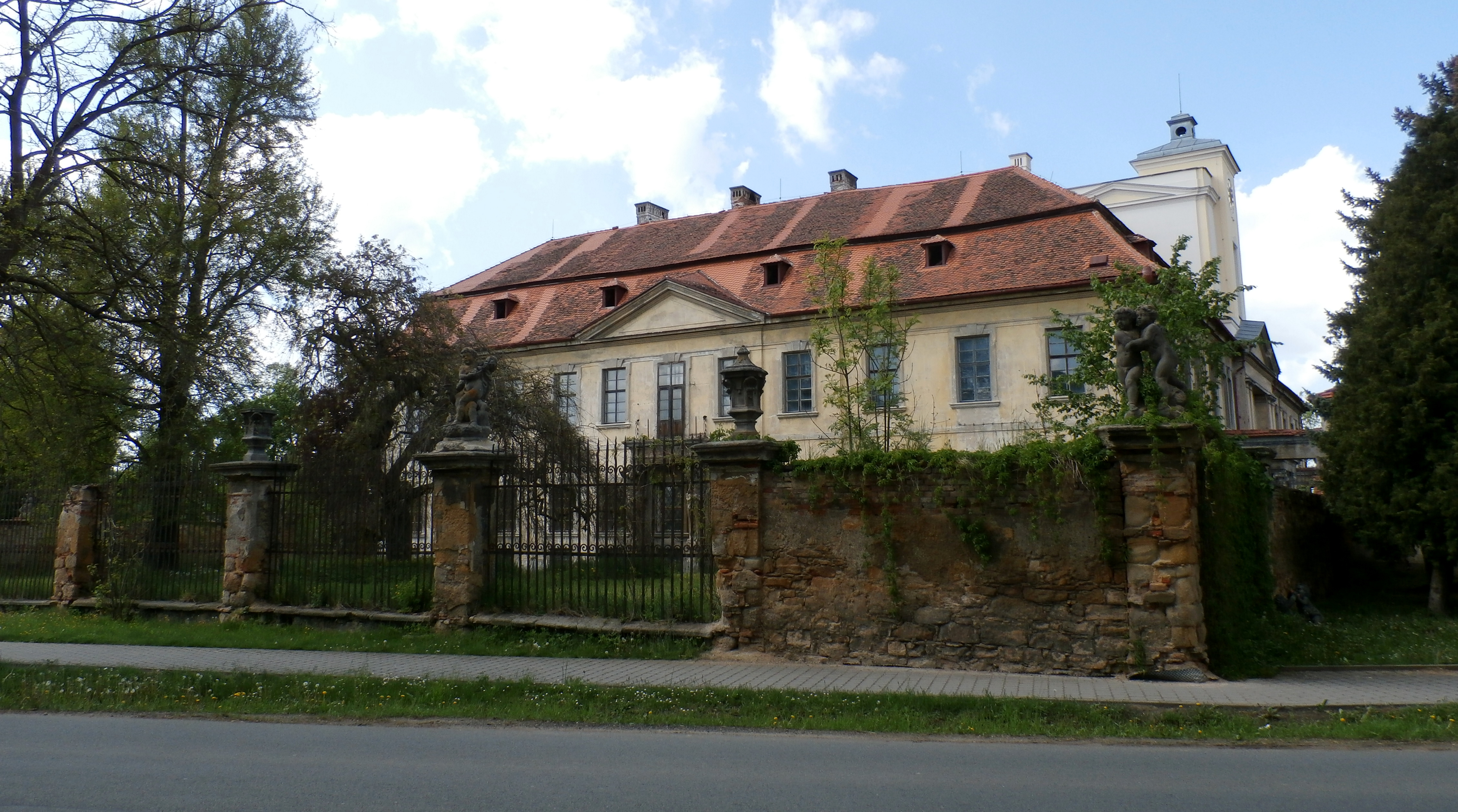
Schloss Křimice in Pilsen
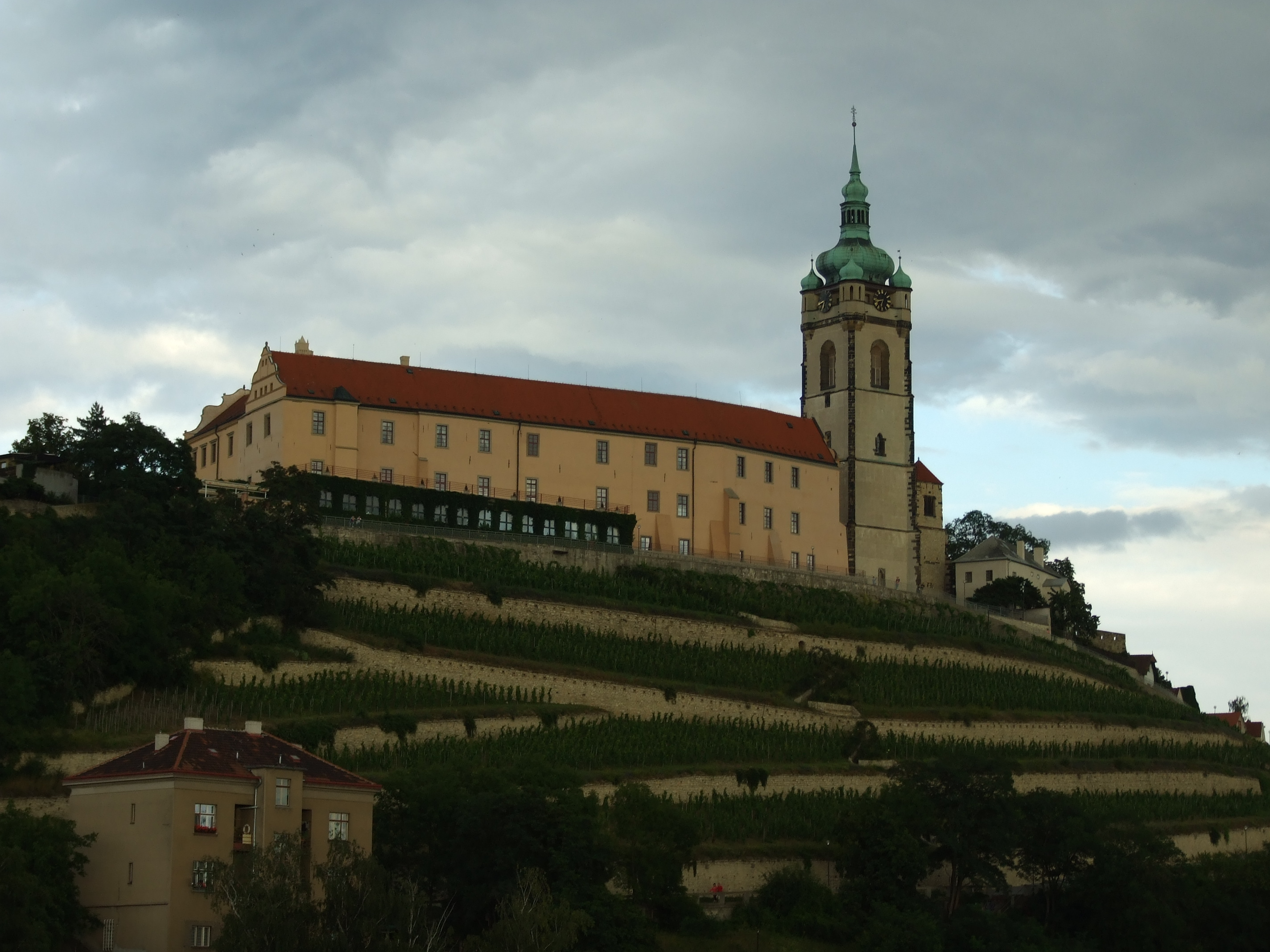
Schloss Mělník
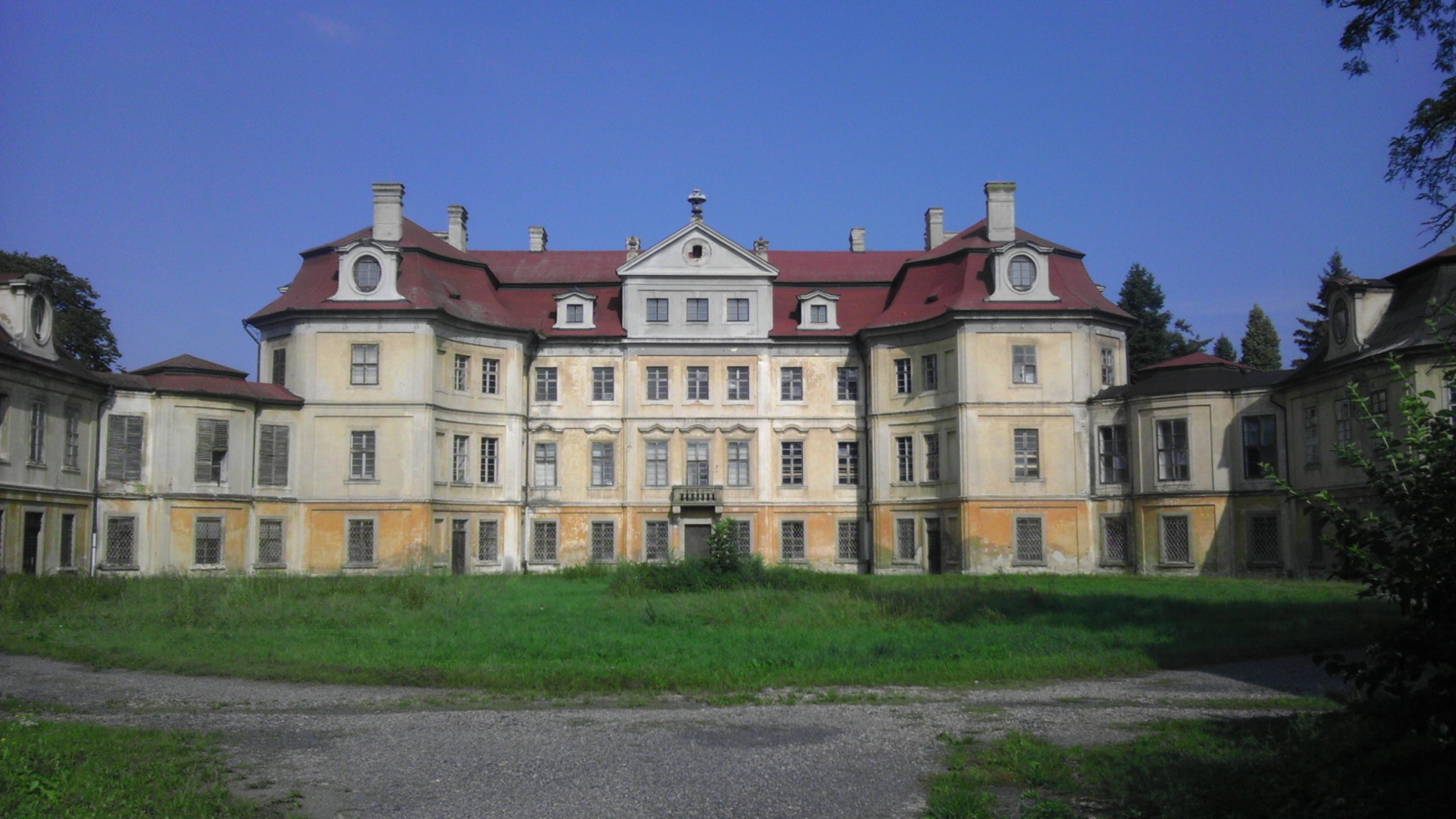
Schloss Hořín
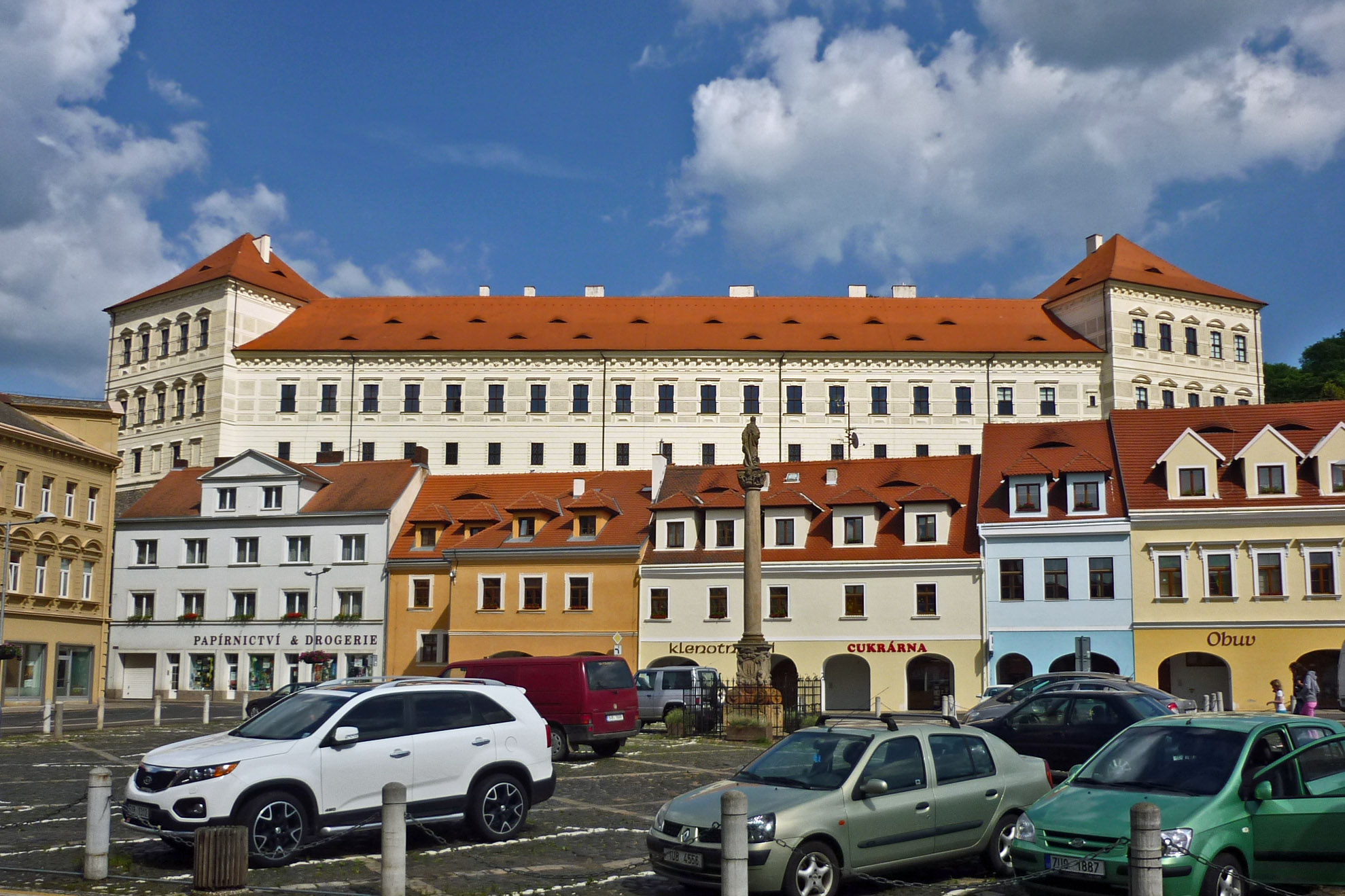
Schloss Bílina (Bilin)
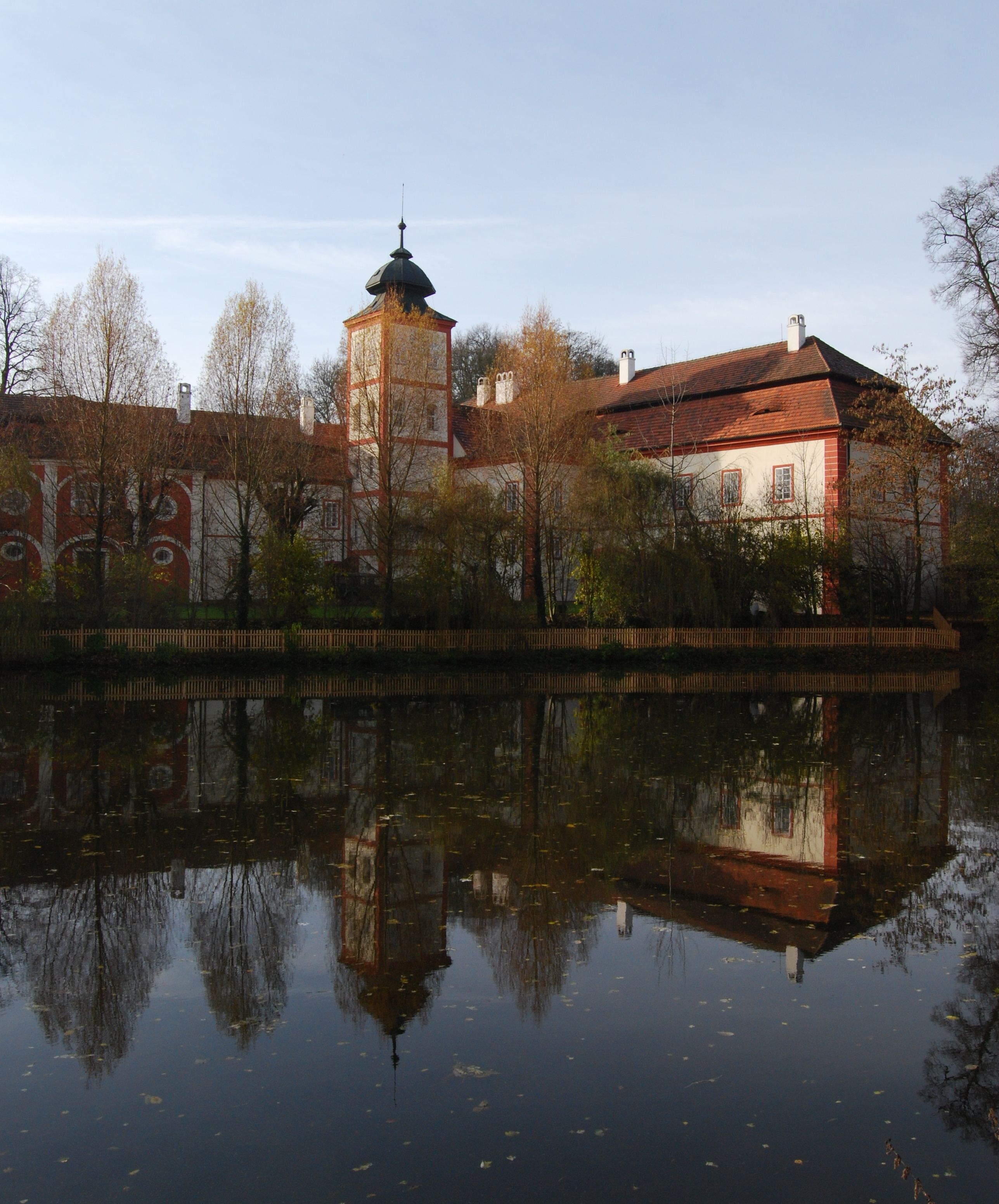
Schloss Drahenice
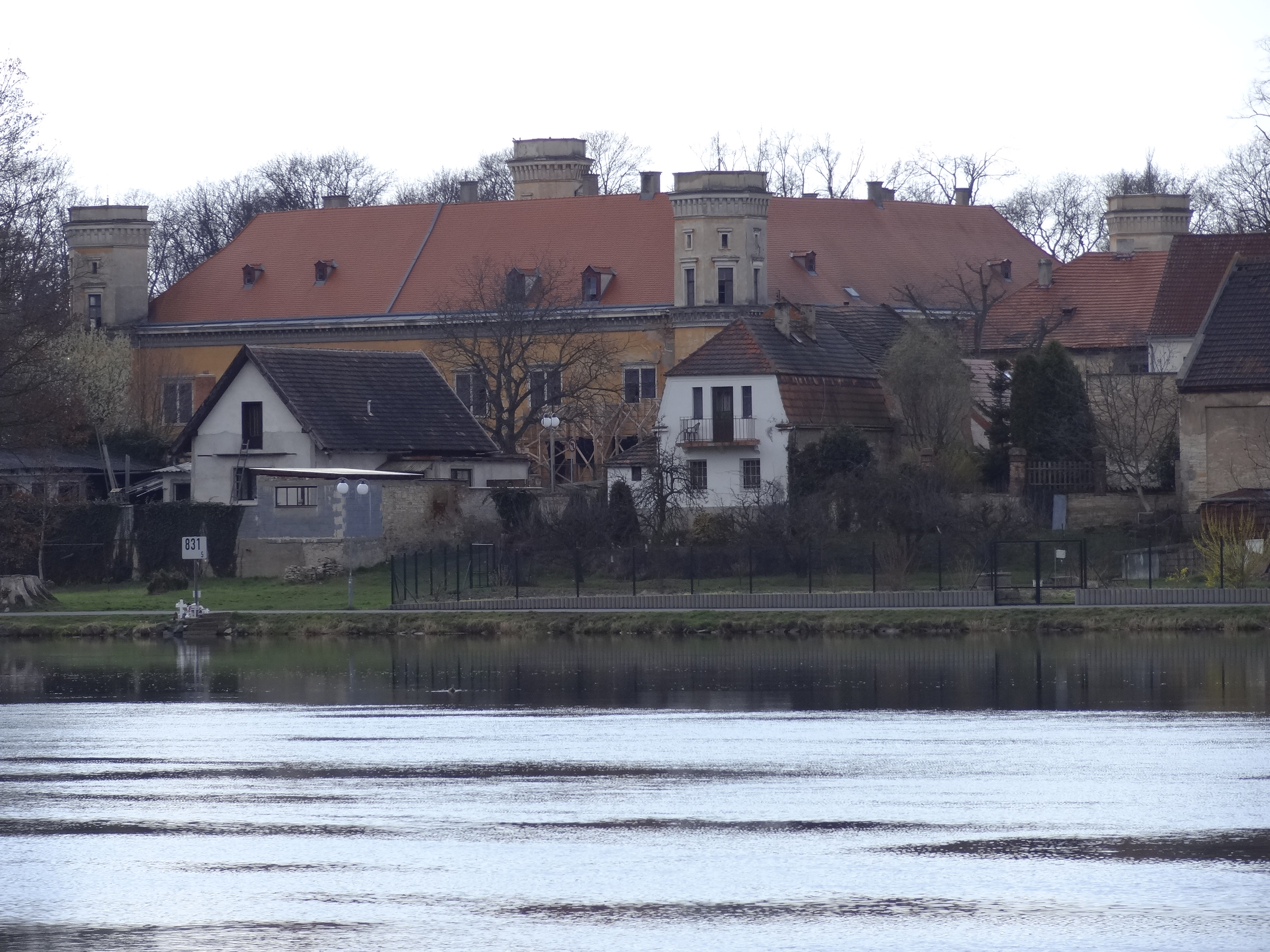
Schloss Dolní Beřkovice
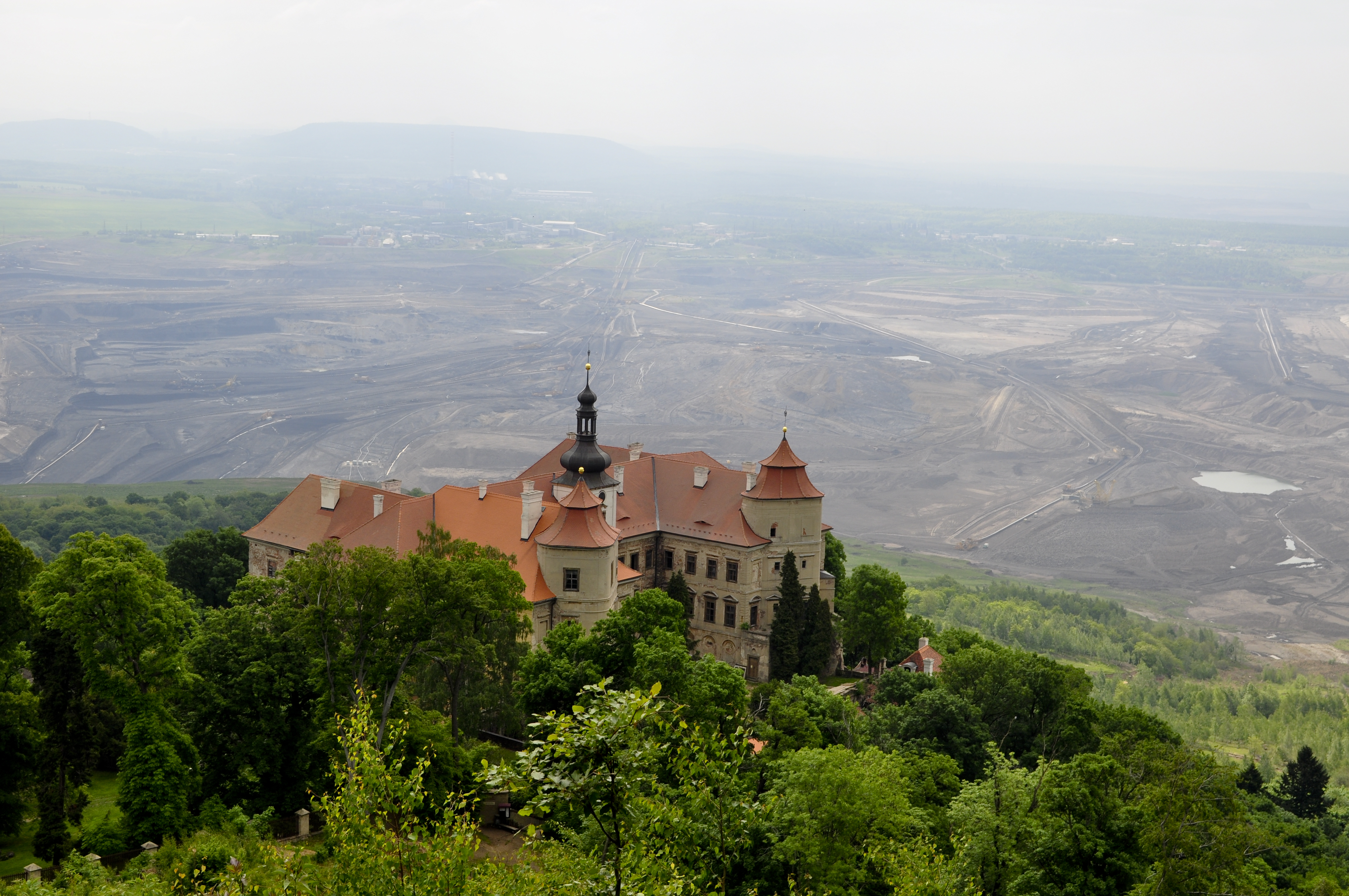
Schloss Jezeří (Eisenberg) (1991 an den Staat zurückübertragen)
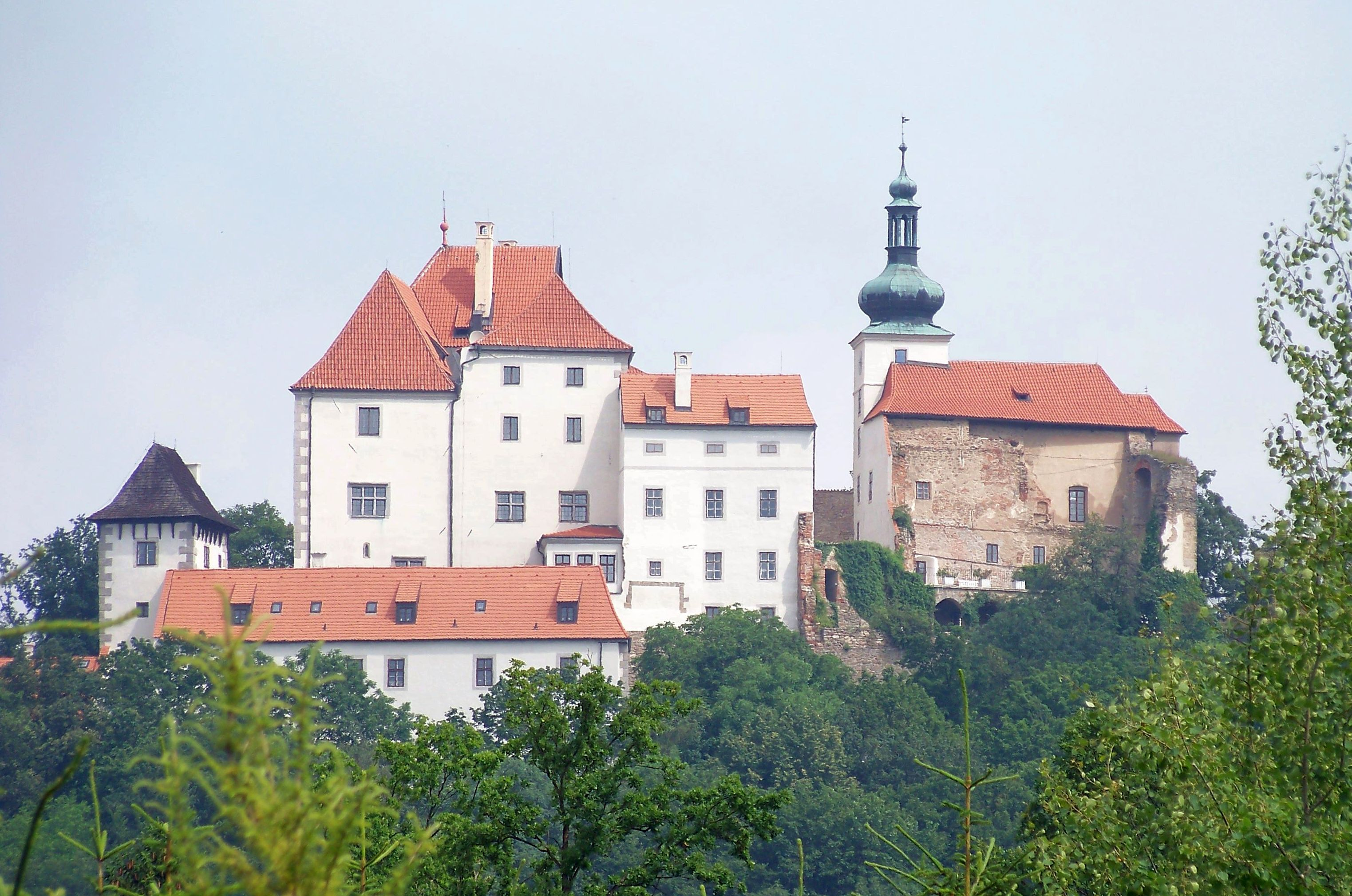
Burg Vysoký Chlumec (1998 verkauft)